# Stal Gorzów Wielkopolski (żużel)
Stal Gorzów Wielkopolski (występuje pod nazwą Gezet Stal Gorzów) – polski klub żużlowy z siedzibą w Gorzowie Wielkopolskim. 9-krotny drużynowy mistrz Polski. Jeden z najbardziej utytułowanych polskich klubów żużlowych – 134 medale we wszystkich rozgrywkach mistrzostw Polski. Sezon 2025 jest 59. sezonem gorzowskiej Stali w najwyższej klasie rozgrywkowej i 78. w historii klubu.
Kontynuator tradycji powołanych w 1945 roku Unii i w 1949 roku Gwardii. Początkowo działał jako jedna z sekcji wielosekcyjnego Klubu Sportowego Stal, gdzie sekcję żużlową utworzono w 1950 roku. Od 29 maja 2008 roku ma status Spółki Akcyjnej (SA) i od tego roku pełna nazwa klubu to: Stal Gorzów Wielkopolski Spółka Akcyjna. W dniu 4 września 2015 roku jako pierwszy klub żużlowy dołączył do Polskiego Związku Pracodawców Klubów Sportowych zrzeszonego w Konfederacji Lewiatan.
Najlepiej zorganizowany klub ekstraligi żużlowej w sezonie 2015.

## Historia klubu

### Założenie i początki klubu (1947–1959)

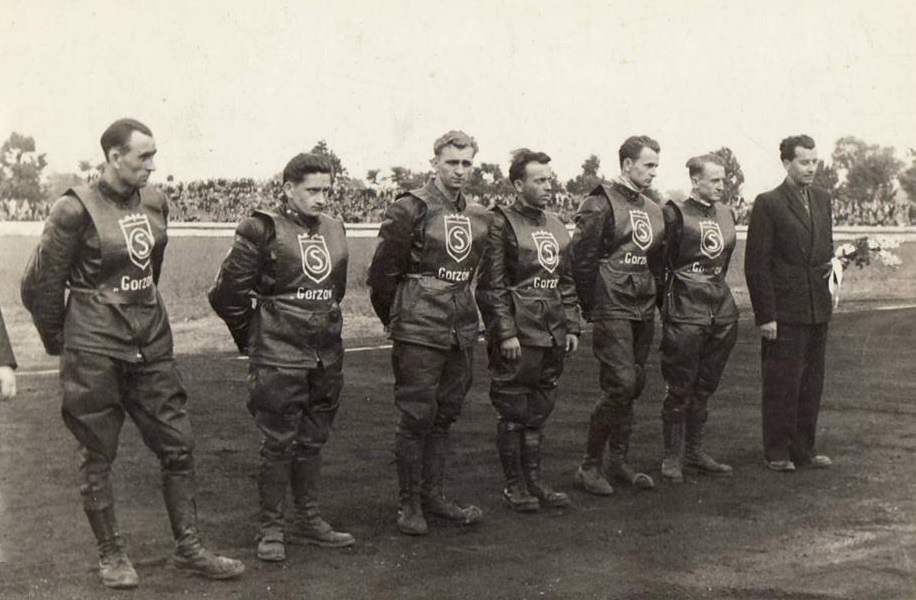
Stal w sezonie 1956. Stoją od lewej: K. Wiśniewski, J. Flizikowski, E. Pilarczyk, T. Stercel, B. Rogal, M. Cichocki

Klub powstał w 1947 roku z inicjatywy Państwowych Zakładów Inżynieryjnych-3 jako klub zakładowy noszący początkowo nazwę Związkowy Klub Sportowy „Metalowców” PZInż. Dnia 6 czerwca 1948 roku nastąpiła inauguracja rozgrywek żużlowych I i II ligi. Gorzowska drużyna rozpoczyna rozgrywki w Poznańskiej Lidze Okręgowej na maszynach przystosowanych. Na początku 1949 roku przyjęto propozycję działaczy Klubu Sportowego „Transportowiec” i połączono go ze Związkowym Klubem Sportowym „Metalowców” PZinż.-3 dając im nazwę Klub Sportowy „Stal”. W roku 1950 popularność żużla była już jednak w Gorzowie Wielkopolskim tak wielka, że powołano sekcję żużlową przy Klubie Sportowym „Stal”.
Klub został oficjalnie zarejestrowany 9 kwietnia 1950 roku. Pod numerem 60 rejestru stowarzyszeń sportowych Wojewódzkiej Rady Narodowej w Zielonej Górze wpisano Związkowy Klub Sportowy Stal Gorzów Wielkopolski, z siedzibą przy ul. Przemysłowej 14-15. Pierwszy, historyczny turniej o Puchar „Ursusa” odbył się przy ul. Śląskiej pod koniec maja 1950 roku. W obecności trzech tysięcy kibiców rywalizowało pięciu zawodników. Zwyciężył Leszek Wesołowski z Włókniarza-Unii Piła, przed zawodnikami gospodarzy: Mieczysławem Cichockim i Tadeuszem Stercelem. Ważną imprezą był jesienny turniej o „Stalowy But”. Jego pierwszą odsłonę w 1950 roku wygrał zawodnik Gwardii Gorzów Wielkopolski – Mieczysław Cichocki. Gorzowscy żużlowcy startując w sezonie 1950 w Poznańskiej Lidze Okręgowej zajęli 8. miejsce. W kolejnym Stal zgłosiła do rozgrywek dwa zespoły. Pierwszy – silniejszy, startował w grupie A (3. miejsce), a drugi – w grupie B (6. miejsce).

Długo wyczekiwaną inwestycję jaką był stadion gorzowskiej Stali przy ul. Śląskiej, otwarto 12 sierpnia 1951 roku. Tor miał długość 395 metrów. Głównym punktem programu uroczystego otwarcia obiektu był mecz o mistrzostwo klasy okręgowej pomiędzy zespołami gospodarzy: Stali i Gwardii, oraz Włókniarza-Unii Piła. Jak podkreślano: 

(…) nowy, całkowicie przebudowany stadion w Gorzowie przy ul. Śląskiej, (…) odpowiada wszelkim wymogom przepisów imprez motocyklowych. Dobry, przepisowy tor i duża przepustowość, to główne zalety (…)

 W inauguracyjnych zawodach triumfowała Stal zdobywając 24 pkt., drugie miejsce zajęli pilanie z 14 pkt., a trzecie Gwardia – 11 pkt. Najlepszym zawodnikiem tego turnieju został reprezentant drużyny zwycięzców – Tadeusz Stercel. Druga odsłona zawodów odbyła się 2 września 1951 roku, a udział w nich wzięli reprezentanci: Gwardii Toruń, Unii Poznań, Spójni Wrocław, Stali Zielona Góra oraz obu gorzowskich zespołów. Przed kolejnym sezonem zmieniono system rozgrywek lig okręgowych. Cały kraj podzielono na cztery strefy: północną, południową, zachodnią i wschodnią. Strefa zachodnia składała się z czterech okręgów: poznańskiego, zielonogórskiego, wrocławskiego i opolskiego. W okręgu zielonogórskim Stal przegrała eliminacje ze Stalą Zielona Góra. Gorzowski klub w tym okresie reprezentowali m.in.: Kazimierz Wiśniewski, Tadeusz Stercel, Marian Kaiser, Stanisław Kaiser, Stanisław Rurarz i Tadeusz Gomoliński. Po kilku latach zmagań na torach Poznańskiej Ligi Okręgowej i zawieszeniu działalności sekcji żużlowej w latach 1953−1954, w 1955 roku zespół gorzowski został zgłoszony do rozgrywek II ligi. W międzyczasie, w 1954 roku gorzowianie podjęli się budowy własnego motocykla. Na silnikach oznaczonych – ZMG, Stalowcy jeździli do roku 1958. W roku 1956 Stal zajęła drugie miejsce w mistrzostwach II ligi, w grupie „północ”. W swoim ostatnim meczu otrzymała walkowera od drużyny AMK Katowice. Rok później zespół po raz pierwszy zaprezentował się w pojedynku z zagranicznym przeciwnikiem. W poniedziałek, 17 czerwca gorzowianie zmierzyli się z mistrzem Czechosłowacji – drużyną Rudá Hvězda Praga. Mecz zakończył się wygraną Stali 46:25. Co prawda szeregi gospodarzy zasili żużlowcy Stali Rzeszów Eugeniusz Nazimek i Janusz Kościelak, a goście byli osłabieni brakiem liderów m.in. Rudolfa Havelki, ale zwycięstwo było cenne, bowiem odniesione w obecności 10-tysięcznej publiczności. W ekipie czechosłowackiej zaprezentowali się późniejsi indywidualni mistrzowie kraju: Richard Janíček (1958) i Jaroslav Machač (1960). Sukces sportowy i organizacyjny sprawił, że zaczęto domagać się przyznania miastu większych imprez, w tym o zasięgu międzynarodowym. Pierwsza dekada działalności stanowiła przykład zaangażowania wielu gorzowskich miłośników czarnego sportu. Najbardziej trafnie oddaje to artykuł stanowiący podsumowanie, zamieszczony w Gazecie Zielonogórskiej w marcu 1959 roku: 

W ciągu dziesięciu minionych lat sekcja żużlowa Stali miała okresy sukcesów i niepowodzeń, musiała nawet rozpaczliwie walczyć o utrzymanie się w II lidze. Do jakiegoś załamania się czy poważniejszego kryzysu nigdy jednak nie doszło, nawet kiedy sekcję opuszczali najlepsi zawodnicy. Ich miejsce zajmowali młodsi wychowankowie sekcji i z ogromną ambicją bronili na torach całego kraju barw gorzowskiego klubu. Stal może być dumna nie tylko z sukcesów własnej drużyny, ale i z tego, że jej wychowankowie z powodzeniem startują dziś w drużynach I ligi

### Jazda w I lidze. Pierwsze mistrzostwo (1960–1969)

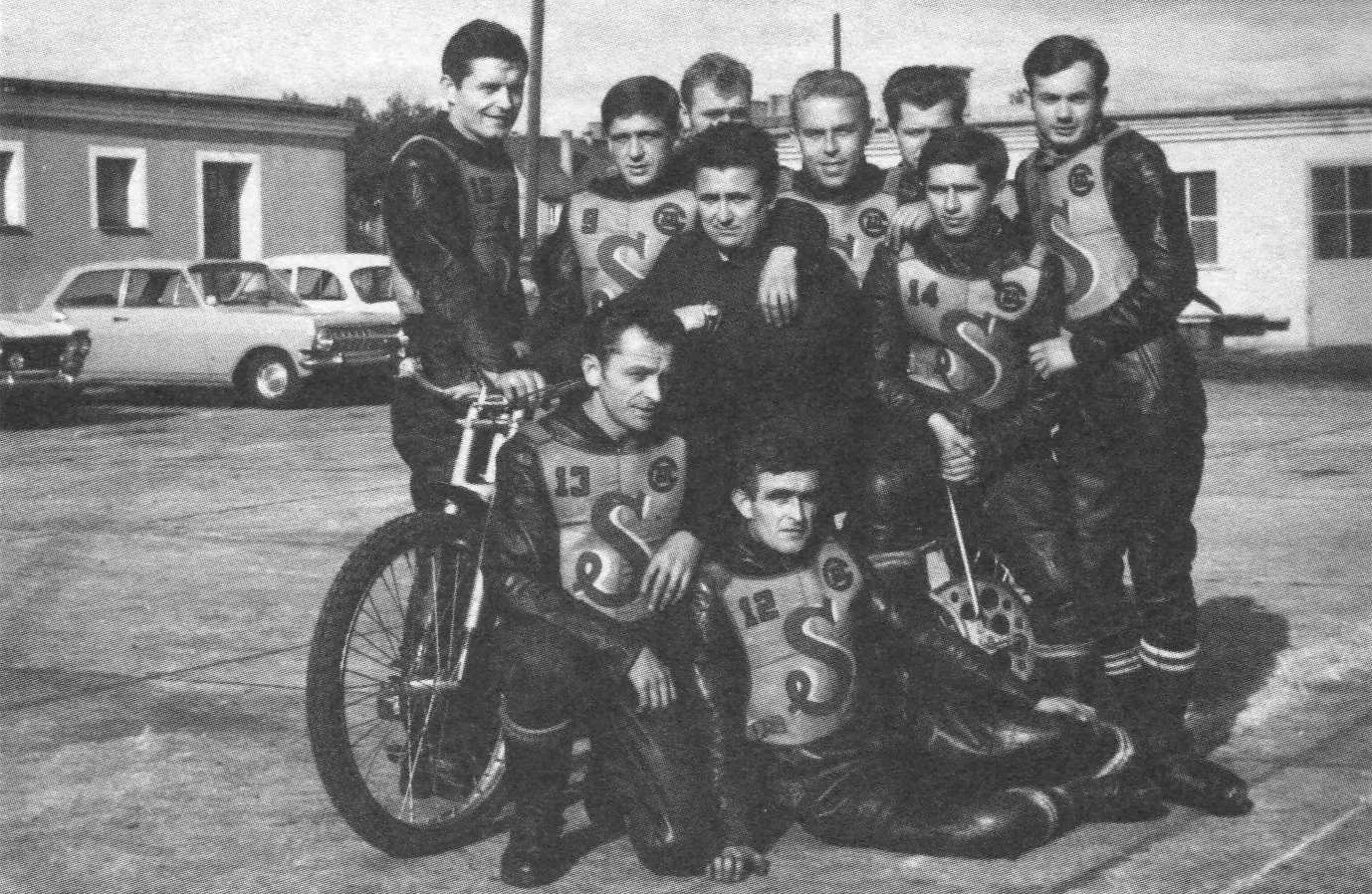
Mistrz Polski w sezonie 1969. Stoją od lewej: A. Pogorzelski, J. Padewski, E. Migoś, E. Jancarz, R. Dziatkowiak. Klęczą od lewej: M. Pilarczyk, W. Jurasz

W roku 1961 drużyna Stali w końcu wywalczyła awans do rozgrywek I ligi. W całym sezonie gorzowski zespół poniósł tylko dwie porażki, a nazwiska Edmunda Migosia, Bronisława Rogala, Edwarda Pilarczyka czy Jerzego Padewskiego były już wtedy dobrze znane kibicom w całym kraju. Na zakończenie sezonu Klub Sportowy Stal był organizatorem jednego z serii meczów testowych z reprezentantami ZSRR – jeżdżącymi jako drużyna CAMK Moskwa. Specjalnie na ten mecz, z pomocą Zakładów Mechanicznych „Gorzów” i jednostki wojskowej, zainstalowano sztuczne oświetlenie. Mecz rozegrany 17 października zakończył się minimalnym zwycięstwem reprezentacji PZM 39:38. W biało-czerwonych plastronach wystąpili Stalowcy: Edmund Migoś, Jerzy Padewski, Andrzej Pogorzelski, Edward Pilarczyk i Zdzisław Boniecki oraz reprezentanci Polski: wychowanek Stali Marian Kaiser i Henryk Żyto. Gwiazdami zespołu radzieckiego byli m.in. Igor Plechanow, Wiktor Kuzniecow, Farit Szajnurow i Boris Samorodow. W przeciągu dwóch pierwszych sezonów w najwyższej klasie rozgrywkowej gorzowianie zajmowali dolne rejony tabeli. Rok 1962 był rokiem trudnym dla beniaminka, ale Stal po wygraniu meczów barażowych o prawo startów w I lidze w sezonie 1963 ze Zgrzeblarkami Zielona Góra 97:58 (33:45 w Zielonej Górze i 52:25 w Gorzowie Wlkp.) obroniła swoje miejsce w I lidze, aby jej już nie opuścić przez następne długie lata.
Dopiero w 1964 roku przychodzą pierwsze sukcesy: najpierw pierwszy historyczny medal mistrzostw Polski w historii klubu – brązowy, wywalczył na torze w Rybniku w finale indywidualnych mistrzostw Polski Andrzej Pogorzelski, a w rozgrywkach ligowych gorzowianie byli rewelacją sezonu zdobywając srebrne medale drużynowych mistrzostw Polski. Takie same pozycje Stalowcy zajmowali jeszcze przez dwa następne sezony. Sezon 1967 zakończył się brakiem medalu i czwartym miejscem. Rok później Stal ponownie została wicemistrzem kraju, a Edward Jancarz – debiutujący w rozgrywkach o indywidualne mistrzostwo świata, zdobył po barażowym wyścigu z reprezentantem ZSRR Giennadijem Kurilenką brązowy medal. Rok 1969 był ogromnym sukcesem gorzowskiego sportu żużlowego, wtedy po raz pierwszy w historii drużyna znad Warty została drużynowym mistrzem Polski. Mistrzostwo gorzowianie zapewnili sobie już przed ostatnią rundą rozgrywek, zwyciężając w zaległym spotkaniu 11 rundy Wybrzeże Gdańsk 35:43. Po sukcesie w roku 1969 liczono na obronę tytułu w przyszłym sezonie, gorzowianie ukończyli jednak rozgrywki na piątym miejscu. Następny rok przyniósł srebrny, piąty medal w historii klubu.

### Era „Złotej drużyny” (1970–1979)

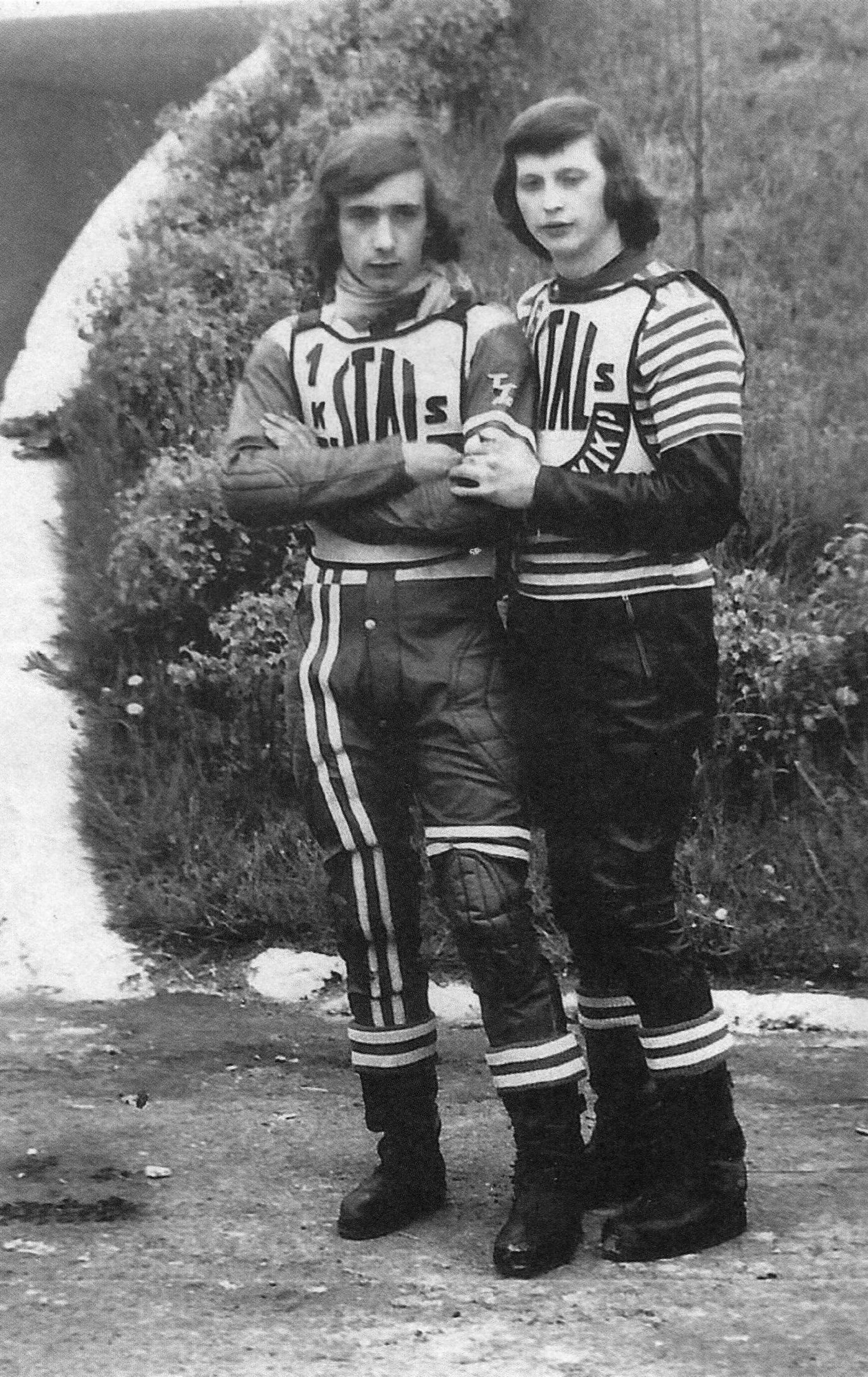
Z. Plech (z lewej) i B. Nowak byli jednymi z liderów drużyny w sezonach 1970–1976 walnie przyczyniając się do zdobycia 3 złotych i 2 srebrnych medali drużynowych mistrzostw Polski. Razem zdobyli 1209 punktów co stanowiło 27% ogółu drużyny. Wystartowali razem w 38 wyścigach, z czego 23 wygrali – 9 podwójnych wygranych (5:1) i 14 w stosunku 4:2

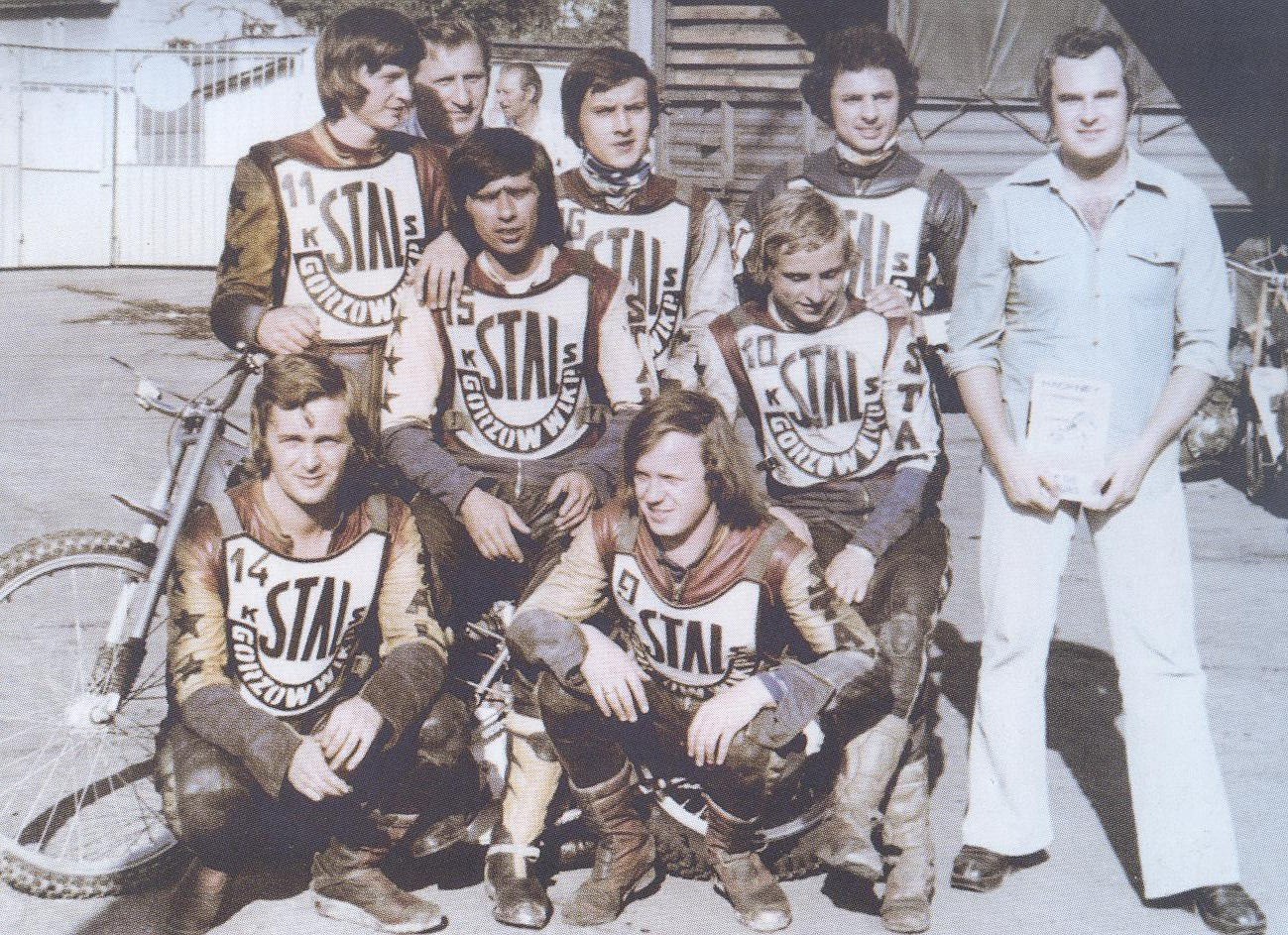
Mistrz Polski w sezonie 1977. Stoją od lewej: B. Nowak, K. Okupski, B. Proch, R. Nieścieruk (trener). Siedzą na motocyklu od lewej: E. Jancarz, M. Towalski. Klęczą od lewej: M. Woźniak, J. Rembas

Od 1973 do 1979 roku gorzowianie stawali na podium i zdobywali medale: złote w latach 1973, 1975, 1976, 1977 i 1978 i srebrne w 1974 i 1979. Do sukcesów całej drużyny należą także triumfy w latach 70. Edmunda Migosia w 1970 roku, Zenona Plecha w latach 1972 i 1974 roku, Edwarda Jancarza w 1975 roku i Bogusława Nowaka w 1977 roku, którzy zdobyli tytuły indywidualnych mistrzów Polski, a w 1974 roku Jerzy Rembas tytuł młodzieżowego indywidualnego mistrza Polski. Ponadto Zenon Plech w 1973 roku zdobył drugi w historii klubu brązowy medal indywidualnych mistrzostw świata oraz w duecie z Edwardem Jancarzem – pierwszy historyczny tytuł mistrza Polski w rywalizacji par, a w 1977 roku we Wrocławiu reprezentacja Polski w niemal gorzowskim składzie tj. z Edwardem Jancarzem, Bogusławem Nowakiem, Jerzym Rembasem, Ryszardem Fabiszewskim i częstochowianinem Markiem Cieślakiem – wywalczyła wicemistrzostwo świata.

### 7. mistrzostwo i odmłodzenie drużyny (1980–1989)
W 1980 roku zawodnicy Stali zajęli znowu czwarte miejsce. W roku 1981 gorzowska drużyna zdobyła srebro, mimo iż rozgrywała swoje mecze na stadionie Olimpii w Poznaniu, ponieważ tor przy ul. Śląskiej poddano gruntownemu remontowi i modernizacji. W sezonie 1982 drużyna zdobyła brąz, a w sezonie 1983 wywalczyła siódmy tytuł drużynowych mistrzów Polski. Rok później gorzowski klub zajął dopiero ósmą lokatę. W następnych latach gorzowianie jeździli przeciętnie poza rokiem 1987, w którym zdobyli brązowy medal drużynowych mistrzostw Polski.

### Pierwsi stranieri. Era Piotra Śwista (1990–1999)

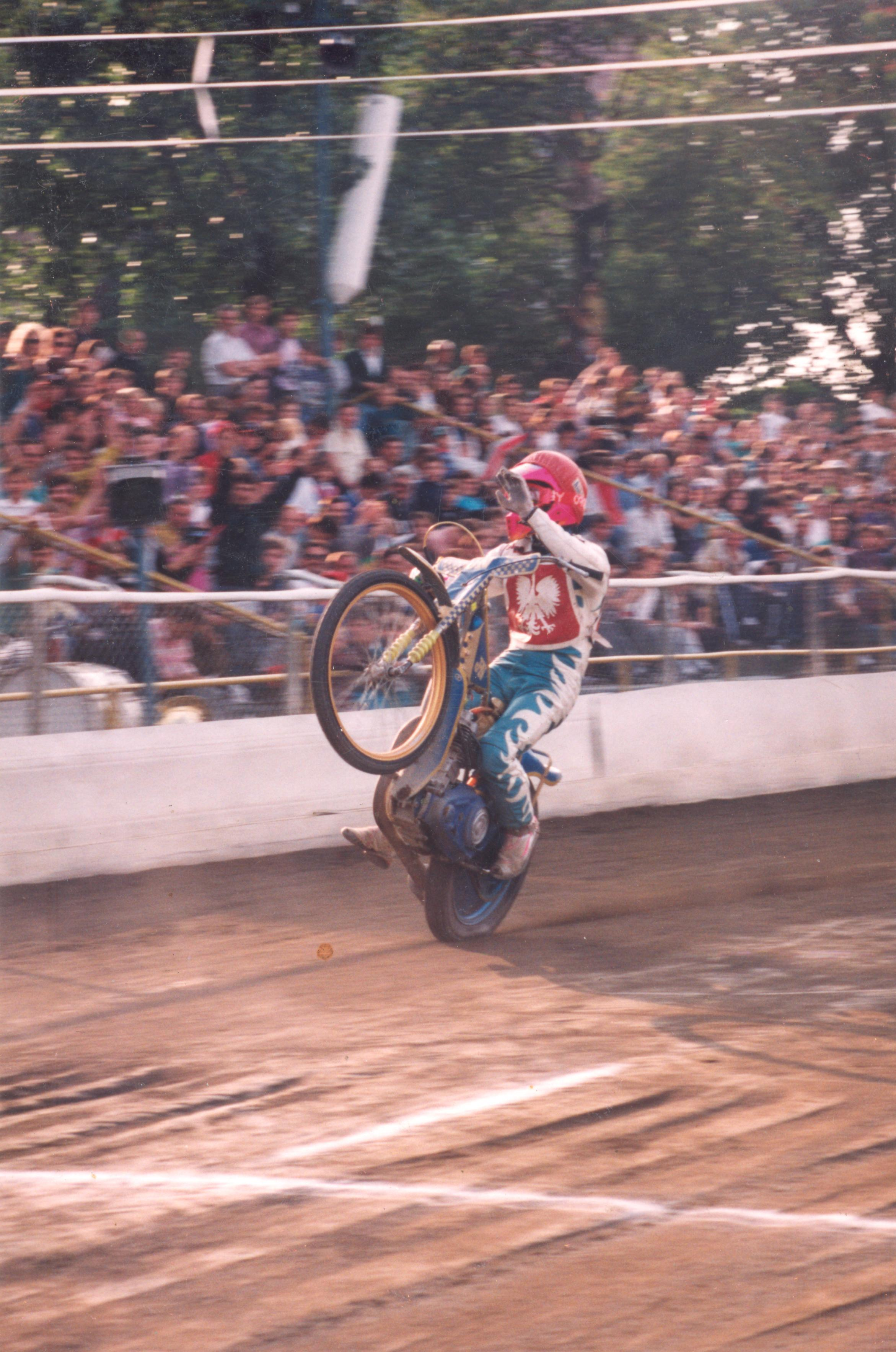
P. Świst wykonujący tzw. wheelie podczas ćwierćfinału kontynentalnego indywidualnych mistrzostw świata w 1993 roku rozgrywanego na torze Stali. Rekordzista klubu pod względem ilości zdobytych punktów – 2927

Lata 1990–1991 przyniosły dwa czwarte miejsca. Od lokaty na podium zarówno w 1990, jak i 1991 roku Stal dzieliły tylko małe punkty. W sezonie 1991 kadrę wzmocnili pierwsi w historii gorzowskiego klubu zawodnicy zagraniczni: Węgier Antal Kócsó, Niemiec Klaus Lausch, Szwed Tony Olsson i Fin Olli Tyrväinen. W roku 1992 Stalowcy zostali wicemistrzami Polski. Kolejne cztery sezony przebiegły bez większych sukcesów.
50-lecie gorzowski klub obchodził w 1997 roku i z tej okazji działacze wprowadzili zmiany mające poprawić wyniki drużyny. Została zmieniona nazwa drużyny ze Stali na Pergo. Kupiono z Apatora Toruń Tomasza Bajerskiego za rekordową sumę 600 tys. zł. oraz podpisano kontrakt z indywidualnym mistrzem świata z 1994 roku Szwedem Tony Rickardssonem. Gorzowianie wiele spotkań w przekroju sezonu wygrywali minimalnie w stosunku 46:44, kończąc spotkania wygranymi w ostatnich wyścigach 5:1 dzięki niezawodnej parze którą stanowili Piotr Świst i Tony Rickardsson. Ostatecznie gorzowski klub w sezonie 1997 wywalczył srebrny medal drużynowych mistrzostw Polski przegrywając w finale rozgrywek z Jutrzenką-Polonia Bydgoszcz 104:76 (46:44 w Gorzowie Wlkp. i 60:30 w Bydgoszczy). Po tym sezonie z klubu odszedł wieloletni lider i kapitan drużyny Piotr Świst. Jego odejście i kilka mniejszych czynników sprawiły, że w 1998 roku gorzowianie po ciężkiej walce obronili się przed spadkiem. Po odmłodzeniu składu w następnym sezonie gorzowski klub zajął szóstą lokatę, dającą prawo startu w sezonie 2000 w zreformowanej ekstralidze żużlowej.

### Spadek. Jazda w zreformowanej I lidze. Odbudowa (2000–2007)
W nowym sezonie Stalowcy zdobyli brązowy medal drużynowych mistrzostw Polski, by po czwartym miejscu w roku 2001 przeżyć najgorszy sezon od 40 lat zakończony spadkiem do I ligi. W roku 2003 – pomimo wielkich kłopotów finansowych, Stal przetrwała stawiając na wychowanków. Gdy zespół opuścili Piotr Świst i Mariusz Staszewski w klubie postawiono na młodzież. Juniorzy wsparci doświadczonymi zawodnikami Piotrem Paluchem, Robertem Flisem i trójką Szwedów przystępowali do sezonu z zamiarem utrzymania zespołu, w rzeczywistości do końca walczyli o trzecie miejsce w tabeli. W rundzie zasadniczej podopieczni Stanisława Chomskiego odnoszą 8 zwycięstw, awansując do grupy drużyn walczących o awans. Gorzowianie ostatecznie kończą sezon na czwartej pozycji.
Podobnie było w sezonie 2004. Zupełnie inne nastroje towarzyszyły żużlowcom i działaczom przed sezonem 2005. Cel dla drużyny został jasno określony. Był nim awans do grona drużyn ekstraligowych. Drużyna została wzmocniona indywidualnym mistrzem świata z 2000 roku – Anglikiem Markiem Loramem. Zespół zakończył część zasadniczą rozgrywek na pierwszym miejscu wygrywając 12 z 14 spotkań. Jednak przegrany półfinał drużynowych mistrzostw I ligi z KM Ostrów Wielkopolski (50:40 w Ostrowie Wlkp. i 42:48 w Gorzowie Wlkp.) spowodował, że gorzowianie do meczu o trzecie miejsce z RKM Rybnik przystąpili w krajowym składzie i ostatecznie trzeci rok z rzędu zakończyli rozgrywki na czwartej pozycji. Przyszłość klubu stanęła pod dużym znakiem zapytania. Drużynę opuścił najzdolniejszy gorzowski junior Paweł Hlib, który przeniósł się do Unii Tarnów. W dniu 19 grudnia 2005 roku odbyło się walne zebranie sprawozdawczo-wyborcze, podczas którego wybrano nowy 6-osobowy zarząd Klubu Sportowego Stal, na czele którego stanął Władysław Komarnicki. W sezonie 2006 obowiązywał nowy regulamin i po raz pierwszy w historii polskiego żużla nie ograniczono liczby startujących zawodników zagranicznych. Gorzowski klub reprezentowało wówczas sześciu zawodników spoza Polski.
Sezon 2007 to dla Stali szczególny rok. Już przed startem rozgrywek zapowiadano wielkie osiągnięcia, które miały być uwieńczeniem obchodów 750-lecia miasta i 60-lecia klubu. W dojściu do tego celu pomóc miało zakontraktowanie Słoweńca Mateja Ferjana, Duńczyka Jespera Brunn Jensena i Szweda Magnusa Zetterströma. Jak się później okazało, gorzowski klub po pięciu latach powrócił do najwyższej klasy rozgrywkowej wygrywając w finale drużynowych mistrzostw I ligi z Intarem-Lazur Ostrów Wlkp. 2:1 (56:36 w Ostrowie Wlkp., 49:40 w Gorzowie Wlkp. i 49:40 w Gorzowie Wlkp.). Pomijając samo wielkie osiągnięcie, a więc awans Stalowców do ekstraligi żużlowej, warto wspomnieć o pracach remontowych, które ruszyły na stadionie im. Edwarda Jancarza. W końcu kibice mogli zasiąść w około całego toru, gdyż dobudowana została brakująca część trybuny.

### Powrót do ekstraligi. Era Tomasza Golloba (2008−2012)

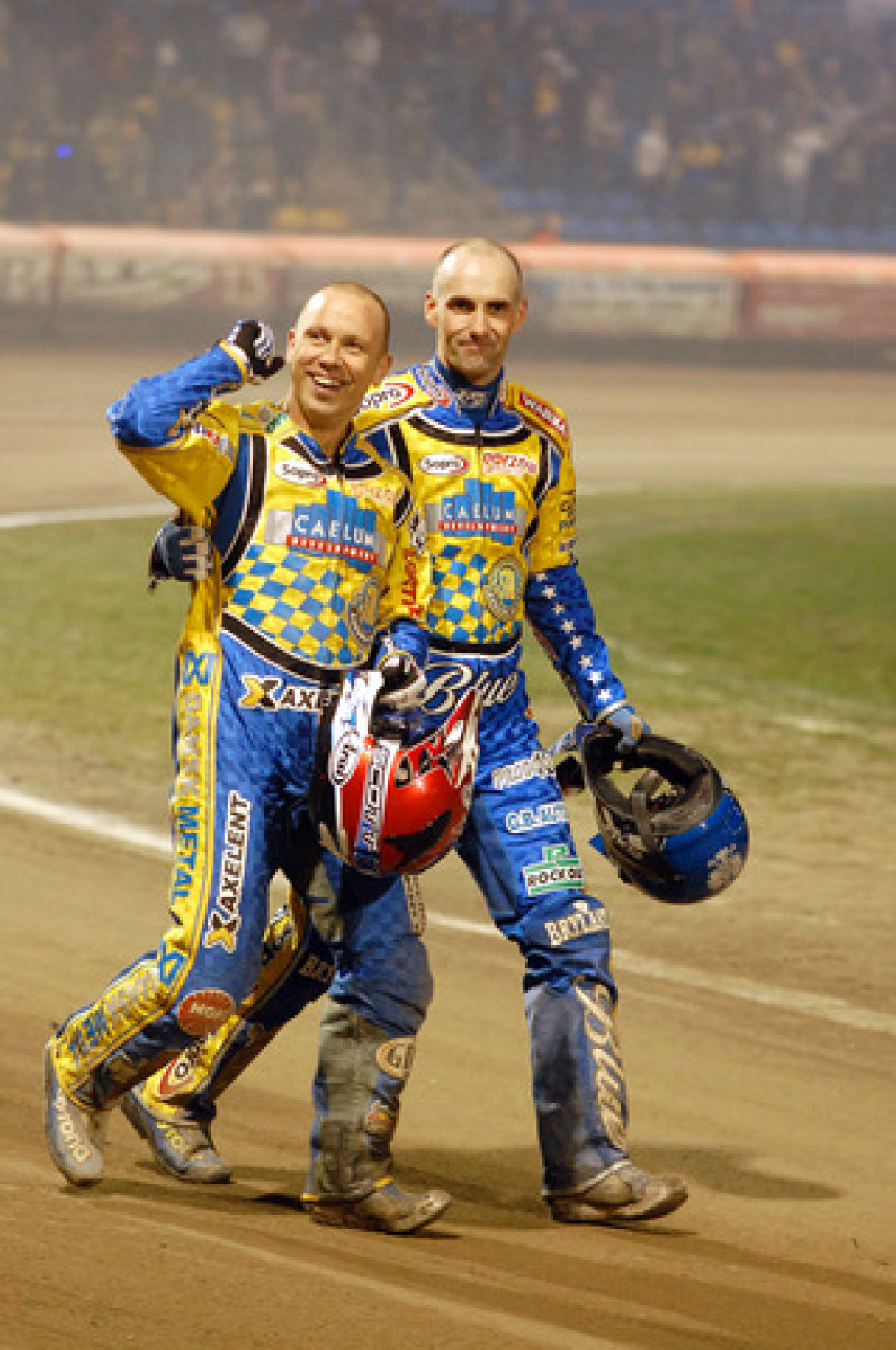
T. Gollob (z prawej) i N. Pedersen byli liderami drużyny w sezonach 2010–2011 walnie przyczyniając się do zdobycia brązowych medali w sezonie 2011. Razem zdobyli 797 punktów co stanowiło 47% ogółu drużyny. Wystartowali razem w 24 wyścigach, z czego 13 wygrali – 8 podwójnych wygranych (5:1) i 5 w stosunku 4:2

Po pięciu latach spędzonych w pierwszej lidze, kibice z nadzieją patrzyli na kolejny sezon. Sponsorem tytularnym drużyny została firma Caelum i przed sezonem 2008 wzmocniono zespół. Zakontraktowano znakomitego polskiego zawodnika Tomasza Golloba, Norwega z polskim paszportem Rune Holtę oraz Szweda Petera Karlssona. Przedstawiono również projekty dalszej rozbudowy stadionu, którego otwarcie nastąpiło kilka dni przed inauguracją sezonu. Rozgrywki gorzowska drużyna ukończyła na szóstym miejscu. Podobnie było w kolejnym sezonie. Ponadto w sezonie 2009 Tomasz Gollob – na toruńskiej Motoarenie, zdobył po 25 latach siódmy w historii klubu tytuł indywidualnego mistrza Polski.
Przed sezonem 2010 do gorzowskiej drużyny dołączają: były indywidualny mistrz świata – Duńczyk Nicki Pedersen i Tomasz Gapiński, a w trakcie sezonu z Unii Leszno wypożyczony zostaje Przemysław Pawlicki. Stalowcy rundę zasadniczą kończą na drugim miejscu wygrywając 11 z 14 spotkań. Przed meczami play-off, w meczu 12 rundy drużynowych mistrzostw Polski w Bydgoszczy, kontuzji nabawił się jeden z liderów Stali Pedersen i gorzowianie przegrywają dwumecz z Falubazem Zielona Góra zajmując ostatecznie w rozgrywkach trzeci raz z rzędu szóste miejsce. W sezonie 2010 wielki sukces odniósł kapitan Stali Tomasz Gollob, który zdobył pierwszy w swojej karierze i historii klubu oraz po 37 latach – drugi dla Polski, tytuł indywidualnego mistrza świata. Sezon 2011 gorzowska drużyna zakończyła po 11 latach przerwy czwartym w historii klubu brązowym medalem drużynowych mistrzostw Polski pokonując w dwumeczu o brąz Unibax Toruń 100:80 (60:30 w Gorzowie Wlkp. i 50:40 w Toruniu). W sezonie 2012 do gorzowskiej drużyny dołączają: reprezentant Polski Krzysztof Kasprzak i Duńczyk Michael Jepsen Jensen. Stalowcy po 15 latach zdobywają wicemistrzostwo Polski ulegając w dwumeczu o złoto Azotom Tauron Tarnów 93:86 (47:42 w Gorzowie Wlkp. i 51:39 w Tarnowie).

### Mistrzostwo po 31 latach (2013–2015)
Przed sezonem 2013 gorzowską Stal opuszczają: po pięciu latach jazdy kapitan drużyny Tomasz Gollob i po czterech latach – Słoweniec Matej Žagar. Odchodzi także Duńczyk Michael Jepsen Jensen. Wobec tych osłabień gorzowianie nie byli faworytem rozgrywek, a dodatkowo słaby początek sezonu gdzie gorzowianie przegrali trzy pierwsze mecze (w tym dwa u siebie: z PGE Marmą Rzeszów i Unią Leszno), w obliczu spadku aż trzech drużyn nie napawał optymistycznie. W końcówce sezonu Stalowcy nie przegrali jednak sześciu kolejnych meczów i do awansu do play-off zabrakło jednego punktu. Ostatecznie gorzowska drużyna zajęła piąte miejsce w ekstralidze, a niekwestionowanym liderem drużyny był Duńczyk Niels-Kristian Iversen.
Przed kolejnymi rozgrywkami ligowymi – po roku przerwy, powraca do drużyny Žagar. Sezon 2014 okazał się najlepszym w historii klubu. Stalowcy zdobyli pięć medali mistrzostw Polski z czego trzy złote – w tym najważniejszy, wywalczony po 31 latach – tytuł drużynowych mistrzów Polski pokonując w finałowym dwumeczu Fogo Unię Leszno 93:87 (46:44 w Lesznie i 49:41 w Gorzowie Wlkp.). Rok ten także był wyjątkowy dla kapitana Stali Krzysztofa Kasprzaka. Oprócz wywalczonego pierwszego w swojej karierze medalu – srebrnego indywidualnych mistrzostw świata, powtórzył on wyczyn Bogusława Nowaka z 1977 roku, zdobywając trzy tytuły mistrza Polski: w drużynie, indywidualnie i w parach.
Po mistrzowskim sezonie 2014 przed rozgrywkami w roku 2015 zadziałano w myśl „zwycięskiego składu się nie zmienia” i w klubie nad Wartą nie pojawili się nowi żużlowcy. Mistrzowie Polski przegrali pierwsze sześć spotkań (w tym dwa u siebie: z Fogo Unią Leszno i KS Toruń), przez co zamykali ligową tabelę. Już po czterech spotkaniach doszło do zmiany na stanowisku trenerskim. Piotra Palucha zastąpił powracający do Gorzowa Wlkp. – Stanisław Chomski. Następne trzy mecze Stal pewnie wygrała (u siebie: z PGE Stalą Rzeszów, Unią Tarnów i MrGarden GKM Grudziądz) i opuściła ostatnie miejsce w tabeli. Gorzowianie nadal jednak pozostawali bezsilni na meczach wyjazdowych, co miało swoje odbicie również w ostatnim pojedynku w Rzeszowie. Stalowcy zdobyli tam tylko punkt bonusowy, który jednak uratował ich przed walką w barażach. Ostatecznie gorzowski klub zakończył rozgrywki na szóstym miejscu. Znakomity sezon miał wychowanek Stali Bartosz Zmarzlik. Młodzieżowiec był liderem drużyny walnie przyczyniając się do utrzymania gorzowskiego klubu w lidze. 20-latek ukoronował go awansem do cyklu Grand Prix wygrywając Grand Prix Challenge w Rybniku, po drodze zdobywając wiele tytułów: drużynowego oraz pierwszego w historii klubu – indywidualnego mistrza świata juniorów, jak również młodzieżowego indywidualnego mistrza Polski i młodzieżowego mistrza Polski par klubowych.

### Powrót na szczyt po 2 latach i medale. Era Bartosza Zmarzlika (2016–2022)

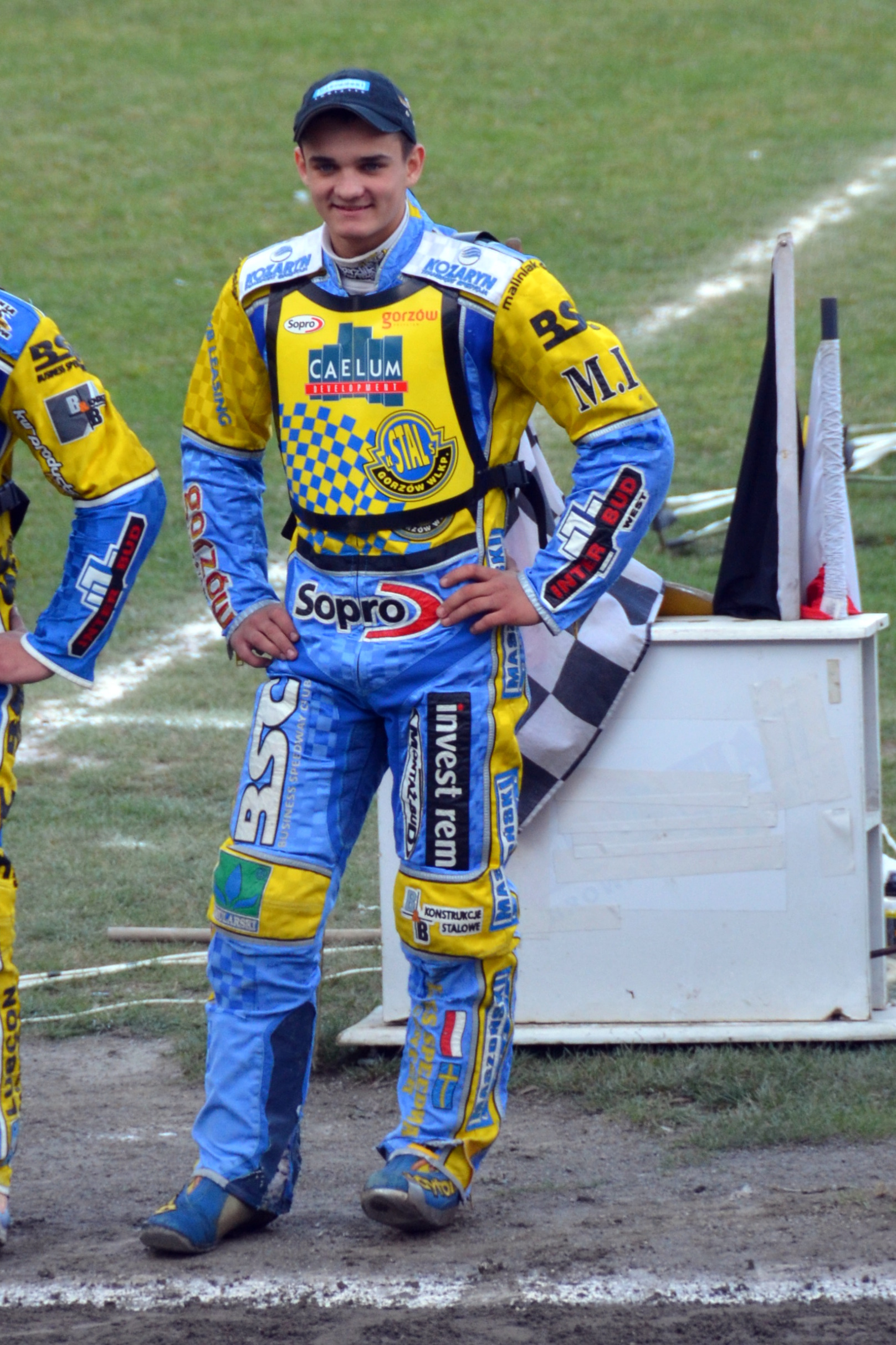
B. Zmarzlik zadebiutował w rozgrywkach ligowych 25 kwietnia 2011 roku. Wychowanek Stali w meczu z Unią Leszno na torze w Gorzowie Wielkopolskim zdobył 4 punkty (3,1,0,0)

Po dwóch latach tytuł najlepszej żużlowej drużyny w Polsce wrócił nad Wartę. Po niezbyt udanych rozgrywkach w 2015 roku, w których Stalowcy do ostatniej kolejki nie byli pewni utrzymania w ekstralidze postanowiono przebudować skład. Do klubu z Gorzowa Wielkopolskiego powrócili Przemysław Pawlicki i Duńczyk Michael Jepsen Jensen.
Gorzowska Stal okazała się najlepsza w rundzie zasadniczej wygrywając 10 z 14 spotkań. W półfinale wygrała dwa mecze z Betard Spartą Wrocław, natomiast w finale rozgrywek pokonała Get Well Toruń 92:88 (49:41 w Toruniu i 51:39 w Gorzowie Wlkp.), zdobywając dziewiąty w historii klubu tytuł mistrzowski. Na inaugurację rozgrywek na stadionie im. Alfreda Smoczyka w Lesznie gorzowianie wygrali 42:48. Kolejne ligowe pojedynki to wysokie domowe wygrane z MrGarden GKM Grudziądz i Get Well Toruń, następnie wyjazdowy remis z Betard Spartą Wrocław i najważniejsza wygrana w lubuskich derbach – po 15 latach z Ekantor.pl Falubazem w Zielonej Górze 44:46. Mecz finałowy był idealnym ukoronowaniem sezonu 2016 w wykonaniu gorzowskiej drużyny. Solidne występy seniorów, którzy uzupełniali siebie nawzajem i as w rękawie w postaci rewelacyjnego juniora Bartosza Zmarzlika. Bohaterem finału okazał się niespodziewanie Michael J. Jensen, który zaliczył najlepszy występ w sezonie i zdobywając dziewięć punktów wraz z punktem bonusowym, poprowadził Stal do upragnionego złota.
Rozgrywki w ekstralidze w 2016 roku zostały zdominowane przez Bartosza Zmarzlika. Na ligowych torach w sezonie 2016 wychowanek Stali zdobył 218 punktów z bonusami i okazał się najskuteczniejszym zawodnikiem ze średnią na bieg 2,447. Indywidualnie w swoim debiucie w cyklu Grand Prix na żużlu stanął na najniższym stopniu podium, zdobywając brązowy medal.
Po mistrzowskim sezonie 2016 w składzie Stali doszło do zmian. Klub zakontraktował Słowaka Martina Vaculíka, a kończący wiek juniora Zmarzlik wskoczył na pozycję seniora. Drużynę opuścili natomiast Duńczyk Michael J. Jensen, Słoweniec Matej Žagar i Adrian Cyfer. Stalowcy zmagania w sezonie 2017 rozpoczęli od wygranej 44:46 na wyjeździe z Get Well Toruń. Po sześciu zwycięstwach z rzędu i jednym remisie, drużyna gorzowska w połowie sezonu złapała zadyszkę przegrywając cztery mecze z rzędu. Ostatecznie rundę zasadniczą Stalowcy ukończyli na trzecim miejscu z 23 pkt. W meczach półfinałowych Stal przegrała z Betard Spartą Wrocław 88:92 (47:43 we Wrocławiu i 45:45 w Gorzowie Wlkp.), natomiast w meczach o brązowe medale gorzowski klub spotkał się z drużyną z Zielonej Góry, które wygrał pokonując Ekantor.pl Falubaz w dwumeczu 98:82 (52:38 w Gorzowie Wlkp. i 44:46 w Zielonej Górze).
Przed sezonem 2018 drużynę opuścili Duńczyk Niels K. Iversen i Przemysław Pawlicki, a w ich miejsce pojawił się aktualny wówczas indywidualny mistrz Polski – Szymon Woźniak, który przeszedł do Stali z Wrocławia.
Stal dobrze rozpoczęła sezon, ale od początku musiała zmagać się z kontuzjami zawodników, gdyż urazom ulegli m.in. Vaculík, Woźniak i Rafał Karczmarz. Wobec zaistniałych braków kadrowych gorzowski klub wypożyczył w trakcie sezonu z Torunia Grzegorza Walaska. Gorzowska drużyna rundę zasadniczą ukończyła na drugim miejscu z dorobkiem 21 pkt. i w półfinale zmierzyła się z drużyną z Częstochowy. Stalowcy pokonali forBET Włókniarza w dwumeczu 100:80 (41:49 w Częstochowie i 51:39 w Gorzowie Wlkp.) i pewnie awansowali do finału rozgrywek. W pierwszym meczu finałowym w Gorzowie Wlkp. Stal wygrała 46:44, ale dwupunktowa zaliczka okazała się zbyt mała, gdyż w Lesznie mimo ambitnej postawy gorzowska drużyna przegrała z Fogo Unią 50:40. Stalowcom pozostało się więc cieszyć ze srebrnych medali drużynowych mistrzostw Polski.
Sezon 2018 z najwyższą średnią w ekstralidze zakończył po raz trzeci z rzędu lider Stali Bartosz Zmarzlik, który wywalczył również pierwszy w karierze tytuł wicemistrza świata.

#### Baraż, historyczne mistrzostwo świata wychowanka Stali i kolejne medale (2019–2022)
Sezon 2019 był jednym z najsłabszych w historii gorzowskiego klubu. Wicemistrzowie Polski z 2018 roku przystępowali do kolejnych zmagań ligowych osłabieni odejściem Martina Vaculíka. W miejsce Słowaka zakontraktowano dwóch Duńczyków – Petera Kildemanda i debiutującego w ekstralidze Andersa Thomsena.
Stalowcy sezon zainaugurowali przegranym 47:43 wyjazdowym spotkaniem z forBET Włókniarzem Częstochowa. Kolejny mecz ligowy gorzowski klub rozegrał tydzień później na Stadionie im. Edwarda Jancarza pokonując beniaminka Speed Car Motor Lublin 49:41. Jak pokazał sezon Stalowcy byli drużyną mocną na domowym torze, na którym odnieśli pięć zwycięstw (jako jedyna drużyna w lidze pokonała 46:44 późniejszych mistrzów Polski – Fogo Unię Leszno), jedno spotkanie zremisowali oraz ponieśli jedną porażkę – w spotkaniu derbowym 41:49 ze Stelmetem Falubaz Zielona Góra. Po słabej rundzie zasadniczej gorzowska drużyna mogła jeszcze wywalczyć szóstą lokatę w ekstralidze i uniknąć spotkań barażowych, ale musiałyby zostać spełnione dwa warunki: pierwszym było zwycięstwo Stali za trzy punkty w rewanżowym spotkaniu z drużyną z Częstochowy, a drugim – porażka lubelskiej drużyny z GKM Grudziądz. Niestety dla Stalowców został spełniony tylko drugi warunek, ponieważ na własnym torze zaledwie zremisowali spotkanie z Włókniarzem, ratując jeden punkt w ostatnim wyścigu. Gorzowska drużyna zajęła w rozgrywkach ostatecznie 7. miejsce z dorobkiem 11 pkt. i musiała walczyć o zachowanie statusu ekstraligowca z wicemistrzem Nice 1. Ligi Żużlowej w spotkaniach barażowych – Arged Malesą Ostrovia Ostrów Wlkp. Oba spotkania zakończyły się wysokimi zwycięstwami Stali (60:30 w Gorzowie Wlkp. i 33:57 w Ostrowie Wlkp.) i uniknięcie spadku z najwyższej klasy rozgrywkowej stało się faktem.
Mimo słabego sezonu w wykonaniu gorzowskiej drużyny historyczny sukces odniósł wybrany w lutym na nowego kapitana Stali Bartosz Zmarzlik, który został trzecim Polakiem (po Jerzym Szczakielu i Tomaszu Gollobie) oraz pierwszym wychowankiem klubu, który wywalczył tytuł indywidualnego mistrza świata.
Przed kolejnym sezonem do drużyny powrócił po dwóch latach jazdy w Toruniu Duńczyk Niels K. Iversen, co miało zwiastować ponowną walkę o najwyższe cele w lidze. Sezon 2020 w wykonaniu gorzowskiej drużyny przejdzie do annałów historii klubu. Po sześciu przegranych z rzędu – w tym dwoma punktami z bardzo słabym późniejszym spadkowiczem PGG ROW w Rybniku, wielu widziało ponownie Stalowców w dramatycznej walce o utrzymanie w najwyższej klasie rozgrywkowej.
Wtedy jednak rozpoczął się sierpniowy „maraton” sześciu meczów na własnym torze – rozpoczynający się 9 sierpnia, a kończący 30 sierpnia, który wynikł z przyczyn losowych: przekładania meczów w związku z awarią po pożarze rozdzielni i przełożeniem spotkań ekstraligi w związku z zaplanowanymi turniejami cyklu Grand Prix. Kluczowym momentem dla Stali był pierwszy ze zwycięskiej serii i drugi w ogóle w sezonie na stadionie im. Edwarda Jancarza wygrany 47:43 mecz z Motorem Lublin. Gorzowska drużyna po przegraniu niemalże połowy sezonu zasadniczego odniosła kolejnych osiem zwycięstw z rzędu i zakończyła ostatecznie rundę zasadniczą na drugim miejscu z dorobkiem 21 pkt. W półfinale Stalowcy pokonali Betard Spartę Wrocław 99:80 (46:44 we Wrocławiu i 55:34 w Gorzowie Wlkp.) i awansowali do finału rozgrywek, gdzie nie znaleźli już sposobu na broniącą tytułu mistrza Polski Fogo Unię Leszno 74:103 (46:44 w Gorzowie Wlkp. i 59:30 w Lesznie) i zdobyli 14. w historii klubu tytuł wicemistrzowski.
Ponadto w 2020 roku Zmarzlik obronił tytuł mistrza świata – stając się trzecim takim żużlowcem w historii cyklu Grand Prix i dziesiątym w historii indywidualnych mistrzostw świata, oraz wspólnie z zawodnikiem Stali Szymonem Woźniakiem i lesznianinem Dominikiem Kuberą wywalczył wicemistrzostwo świata w rywalizacji drużynowej.
Po sezonie 2020 z klubu odeszli dwaj zasłużeni zawodnicy: Krzysztof Kasprzak oraz Niels-Kristian Iversen. Pierwszy jeździł w Stali przez 9 sezonów, zdobywając z nią 6 medali DMP. Drugi reprezentował barwy klubu w 8 sezonach, również zdobył z nim 6 medali mistrzostw Polski. Do drużyny po dwóch latach jazdy w zielonogórskim Falubazie powrócił Martin Vaculík.
Rozgrywki Ekstraligi 2021 Stal rozpoczęła od wyjazdowego zwycięstwa z Unią Leszno w stosunku 42:48. Była to pierwsza porażka Unii na domowym torze od trzydziestu meczów. Początek sezonu był dla Stali bardzo dobry, a na szczególną uwagę zasługiwała jazda Bartosza Zmarzlika, który po trzech kolejkach (15 biegów) jedynie raz przyjechał za plecami rywala. Pierwszej porażki gorzowski klub doznał w swoim piątym meczu przeciwko Sparcie Wrocław (52:38 dla Sparty). W drugiej połowie sezonu w drużynie pojawił się problem z dużą liczbą kontuzji. W niedużym odstępie czasowym urazów nabawili się Martin Vaculík, Szymon Woźniak, Wiktor Jasiński oraz Kamil Nowacki. Rundę zasadniczą gorzowianie skończyli na 3. miejscu. W półfinale zmierzyli się z Motorem Lublin. Dwumecz zakończył się wynikiem 96:84 dla Motoru (41:49 w Gorzowie Wlkp. i 47:43 w Lublinie). W meczu o trzecie miejsce trafili na mistrza z poprzedniego roku, Unię Leszno. Zarówno w spotkaniu domowym, jak i wyjazdowym zwyciężyli 49:41, tym samym zdobywając 6. brązowy i 29. w ogóle medal DMP w historii klubu.
Po raz kolejny najskuteczniejszym zawodnikiem Stali był Bartosz Zmarzlik, który czwarty raz w karierze zakończył sezon z najwyższą średnią w lidze. Wyniosła ona 2,649 pkt/bieg i była najwyższą średnią biegową w Ekstralidze od jedenastu lat. Średnią powyżej 2 pkt/bieg uzyskał też Vaculík (2,209). Zmarzlik zdobył również kolejne indywidualne i drużynowe wicemistrzostwo świata. Jako siódmy zawodnik w historii klubu został Indywidualnym mistrzem Polski.

## Historyczne nazwy drużyny
| Lp. | Okres obowiązywania | Nazwa                                       |
| --- | ------------------- | ------------------------------------------- |
| 1.  | 1950–1992           | Stal Gorzów Wielkopolski                    |
| 2.  | 1993                | Stal-Farbpol Gorzów Wielkopolski            |
| 3.  | 1994                | Stal-Brunat Gorzów Wielkopolski             |
| 4.  | 1995                | Stal-Michael Gorzów Wielkopolski            |
| 5.  | 1996                | Stal-Pergo Gorzów Wielkopolski              |
| 6.  | 1997–2001           | Pergo Gorzów Wielkopolski                   |
| 7.  | 2002                | Stal-Pergo Gorzów Wielkopolski              |
| 8.  | 2003                | Stal-Strabag Gorzów Wielkopolski            |
| 9.  | 2004                | Stal-Telenet Strabag Gorzów Wielkopolski    |
| 10. | 2005                | MARS RTV AGD Gorzów Wielkopolski            |
| 11. | 2006–2007           | Stal Gorzów Wielkopolski                    |
| 12. | 2008–2011           | Caelum Stal Gorzów Wielkopolski             |
| 13. | 2012–2014           | Stal Gorzów Wielkopolski                    |
| 14. | 2015                | MONEYmakesMONEY.pl Stal Gorzów Wielkopolski |
| 15. | 2016                | Stal Gorzów Wielkopolski                    |
| 16. | 2017–2018           | Cash Broker Stal Gorzów Wielkopolski        |
| 17. | 2019                | truly.work Stal Gorzów Wielkopolski         |
| 18. | 2020–2022           | Moje Bermudy Stal Gorzów Wielkopolski       |
| 19. | 2023–2024           | ebut.pl Stal Gorzów Wielkopolski            |
| 20. | 2025                | Gezet Stal Gorzów Wielkopolski              |

## Herb klubu
Na plastronach – czy obecnie kombinezonach, żużlowców Stali nie zawsze widniał charakterystyczny dla gorzowskiego klubu herb tj. tarczy owalnej z napisem STAL na środku, z dwoma wypustkami po bokach – przypominającymi skrzydełka, a pod tarczą łukiem z wypisaną nazwą miasta. W latach 50. i 60. gorzowski klub korzystał ze znaku zrzeszenia „Stal” i monogramu „S”, natomiast w sezonach 1997–2002 – z logo sponsora Pergo.
Od lat 70. obowiązuje herb z charakterystycznym napisem STAL. Herb ten przetrwał do dzisiaj, choć na przestrzeni sezonów jego kształt był zmieniany kilkakrotnie.
W sezonie 1993 sponsorem tytularnym została firma Farbpol i na plastronach żużlowców pojawił się herb z takim dopiskiem na łuku w miejsce nazwy miasta. W następnym sezonie sponsorem została firma Brunat. Herb został wówczas także nieco zmieniony poprzez dodanie podwójnego obrysu wokół tarczy.
Obecny herb gorzowskiego klubu został opracowany w 2011 roku i zastąpił wtedy wersję wypełnioną tzw. gradientami obowiązującą od 2004 roku. Składa się z dwóch części: niebieskiej tarczy owalnej symetrycznej z dwoma wypustkami po bokach. Na środku tarczy żółty napis STAL, rozciągnięty i wpasowany w tarczę. Pod tarczą czarny łuk z wypisaną nazwą miasta.

## Rozgrywki ligowe

### Poszczególne sezony
| Sezon | Rozgrywki ligowe | Rozgrywki ligowe       | Rozgrywki ligowe                          | Rozgrywki ligowe                          | Uwagi                                     |
| Sezon | Liga             | Liga                   | Miejsce                                   | Miejsce                                   | Uwagi                                     |
| ----- | ---------------- | ---------------------- | ----------------------------------------- | ----------------------------------------- | ----------------------------------------- |
| 1950  | PLO              | PLO                    | 8/9                                       | 8/9                                       |                                           |
| 1951  | PLO (gr. A)      | PLO (gr. A)            | 3/9                                       | 3/9                                       |                                           |
| 1951  | PLO (gr. B)      | PLO (gr. B)            | 6/9                                       | 6/9                                       |                                           |
| 1952  | Eliminacje       | Eliminacje             | Brak kwalifikacji do rozgrywek okręgowych | Brak kwalifikacji do rozgrywek okręgowych | Brak kwalifikacji do rozgrywek okręgowych |
|       |                  |                        |                                           |                                           |                                           |
| 1955  | II               | II liga                | 7/7                                       | 7/7                                       |                                           |
| 1956  | II               | II liga (gr. „północ”) | 2/8                                       | 2/8                                       | 4. miejsce w turnieju barażowym o awans   |
| 1957  | II               | II liga                | 5/7                                       | 5/7                                       |                                           |
| 1958  | II               | II liga                | 6/6                                       | 6/6                                       |                                           |
| 1959  | II               | II liga                | 3/8                                       | 3/8                                       |                                           |
| 1960  | II               | II liga                | 4/11                                      | 4/11                                      |                                           |
| 1961  | II               | II liga                | 1/11                                      | 1/11                                      |                                           |
| 1962  | I                | I liga                 | 7/8                                       | 7/8                                       | Wygrane baraże o utrzymanie               |
| 1963  | I                | I liga                 | 6/8                                       | 3/8                                       |                                           |
| 1964  | I                | I liga                 | 2/8                                       | 3/8                                       |                                           |
| 1965  | I                | I liga                 | 2/8                                       | 2/8                                       |                                           |
| 1966  | I                | I liga                 | 2/8                                       | 2/8                                       |                                           |
| 1967  | I                | I liga                 | 5/8                                       | 3/8                                       |                                           |
| 1968  | I                | I liga                 | 2/8                                       | 3/8                                       |                                           |
| 1969  | I                | I liga                 | 1/8                                       | 1/8                                       |                                           |
| 1970  | I                | I liga                 | 5/8                                       | 5/8                                       |                                           |
| 1971  | I                | I liga                 | 2/8                                       | 2/8                                       |                                           |
| 1972  | I                | I liga                 | 5/8                                       | 5/8                                       |                                           |
| 1973  | I                | I liga                 | 1/8                                       | 1/8                                       |                                           |
| 1974  | I                | I liga                 | 2/8                                       | 2/8                                       |                                           |
| 1975  | I                | I liga                 | 1/8                                       | 1/8                                       |                                           |
| 1976  | I                | I liga                 | 1/10                                      | 1/10                                      |                                           |
| 1977  | I                | I liga                 | 1/10                                      | 1/10                                      |                                           |
| 1978  | I                | I liga                 | 1/10                                      | 1/10                                      |                                           |
| 1979  | I                | I liga                 | 2/10                                      | 2/10                                      |                                           |
| 1980  | I                | I liga                 | 4/10                                      | 4/10                                      |                                           |
| 1981  | I                | I liga                 | 2/10                                      | 2/10                                      |                                           |
| 1982  | I                | I liga                 | 3/10                                      | 3/10                                      |                                           |
| 1983  | I                | I liga                 | 1/10                                      | 1/10                                      |                                           |
| 1984  | I                | I liga                 | 2/10                                      | 2/10                                      |                                           |
| 1985  | I                | I liga                 | 8/10                                      | 8/10                                      |                                           |
| 1986  | I                | I liga                 | 5/10                                      | 5/10                                      |                                           |
| 1987  | I                | I liga                 | 3/10                                      | 3/10                                      |                                           |
| 1988  | I                | I liga                 | 5/10                                      | 5/10                                      |                                           |
| 1989  | I                | I liga                 | 5/10                                      | 5/10                                      |                                           |
| 1990  | I                | I liga                 | 4/8                                       | 4/8                                       |                                           |
| 1991  | I                | I liga                 | 4/8                                       | 4/8                                       |                                           |
| 1992  | I                | I liga                 | 2/10                                      | 2/10                                      |                                           |
| 1993  | I                | I liga                 | 4/10                                      | 4/10                                      |                                           |
| 1994  | I                | I liga                 | 4/10                                      | 4/10                                      |                                           |
| 1995  | I                | I liga                 | 6/10                                      | 6/10                                      |                                           |
| 1996  | I                | I liga                 | 4/10                                      | 4/10                                      |                                           |
| 1997  | I                | I liga                 | 2/10                                      | 2/10                                      |                                           |
| 1998  | I                | I liga                 | 8/10                                      | 8/10                                      |                                           |
| 1999  | I                | I liga                 | 6/10                                      | 6/10                                      |                                           |
| 2000  | I                | Ekstraliga             | 3/8                                       | 3/8                                       |                                           |
| 2001  | I                | Ekstraliga             | 4/8                                       | 4/8                                       |                                           |
| 2002  | I                | Ekstraliga             | 8/8                                       | 8/8                                       |                                           |
| 2003  | II               | I liga                 | 4/8                                       | 4/8                                       |                                           |
| 2004  | II               | I liga                 | 4/7                                       | 4/7                                       |                                           |
| 2005  | II               | I liga                 | 4/8                                       | 4/8                                       |                                           |
| 2006  | II               | I liga                 | 4/7                                       | 4/7                                       |                                           |
| 2007  | II               | I liga                 | 1/8                                       | 1/8                                       |                                           |
| 2008  | I                | Ekstraliga             | 6/8                                       | 6/8                                       |                                           |
| 2009  | I                | Ekstraliga             | 6/8                                       | 6/8                                       |                                           |
| 2010  | I                | Ekstraliga             | 6/8                                       | 6/8                                       |                                           |
| 2011  | I                | Ekstraliga             | 3/8                                       | 3/8                                       |                                           |
| 2012  | I                | Ekstraliga             | 2/10                                      | 2/10                                      |                                           |
| 2013  | I                | Ekstraliga             | 5/10                                      | 5/10                                      |                                           |
| 2014  | I                | Ekstraliga             | 1/8                                       | 1/8                                       |                                           |
| 2015  | I                | Ekstraliga             | 6/8                                       | 6/8                                       |                                           |
| 2016  | I                | Ekstraliga             | 1/8                                       | 1/8                                       |                                           |
| 2017  | I                | Ekstraliga             | 3/8                                       | 3/8                                       |                                           |
| 2018  | I                | Ekstraliga             | 2/8                                       | 2/8                                       |                                           |
| 2019  | I                | Ekstraliga             | 7/8                                       | 7/8                                       | Wygrane baraże o utrzymanie               |
| 2020  | I                | Ekstraliga             | 2/8                                       | 2/8                                       |                                           |
| 2021  | I                | Ekstraliga             | 3/8                                       | 3/8                                       |                                           |
| 2022  | I                | Ekstraliga             | 2/8                                       | 2/8                                       |                                           |
| 2023  | I                | Ekstraliga             | 5/8                                       | 5/8                                       |                                           |
| 2024  | I                | Ekstraliga             | 4/8                                       | 4/8                                       |                                           |

| Poziom ligowy | Liczba sezonów | Sezony               |
| ------------- | -------------- | -------------------- |
| I             | 59             | 1962–2002, 2008–2025 |
| II            | 12             | 1955–1961, 2003–2007 |
| PLO           | 2              | 1950–1951            |

### Bilans spotkań

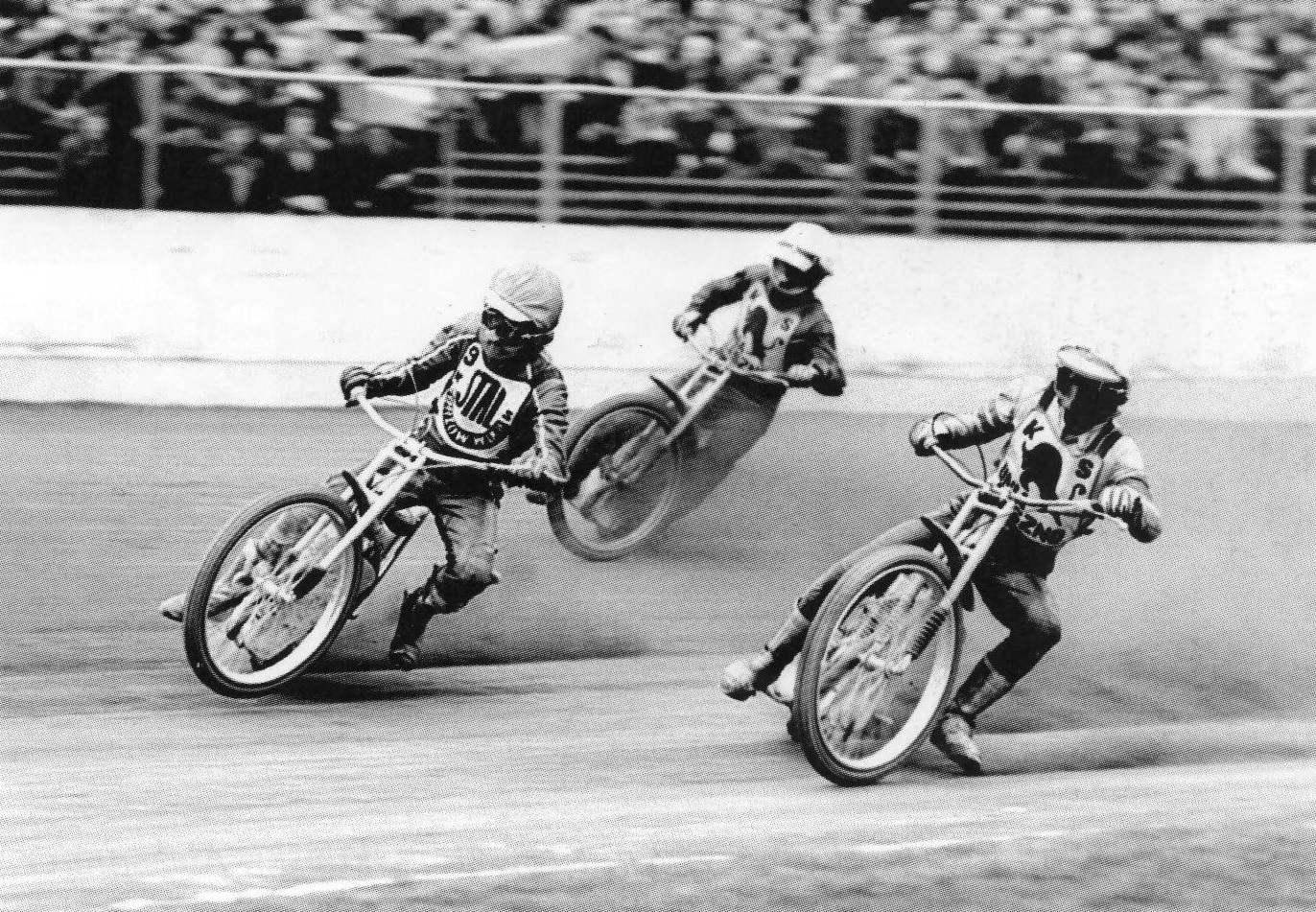
Mecz z Unią Leszno w sezonie 1981

Klub w rozgrywkach ligowych – wliczając mecze barażowe, rywalizował do tej pory z 43 drużynami. Rozegrał łącznie 1202 mecze z których: 675 wygrał, 45 zremisował i 482 przegrał. Pierwsze zwycięstwo – 28:24, odniósł 14 sierpnia 1955 roku w meczu u siebie ze Stalą Świętochłowice, a pierwszy remis – 27:27, 8 lipca 1956 roku w meczu wyjazdowym z Gwardią Katowice.
W najwyższej klasie rozgrywkowej klub startuje 59. sezon (sezony 1962–2002 i od sezonu 2008). Rozegrał do tej pory 1014 meczów z których: 573 wygrał, 40 zremisował i 401 przegrał. Pierwsze zwycięstwo – 43:35, odniósł 24 czerwca 1962 roku w meczu u siebie z Wybrzeżem Gdańsk, a pierwszy remis – 39:39, 31 maja 1964 roku w meczu wyjazdowym z Polonią Bydgoszcz. Najwyższe zwycięstwo – 31 lipca 1977 w meczu u siebie z Polonią Bydgoszcz (76:20), porażka – 17 lipca 1990 roku w meczu wyjazdowym z Motorem Lublin (72:17).
Stal Gorzów Wielkopolski w rozgrywkach ligowych w sezonie 1958 rywalizowała również z drużyną CKS Czeladź wygrywając oba mecze (54:24 w Gorzowie Wielkopolskim i 46:32 w Czeladzi), jednak w związku z karną degradacją z II ligi tej drużyny wyniki meczów rozegranych z tą drużyną zostały anulowane i nie są wliczone do statystyki.
 Kluby – z którymi rywalizowała Stal Gorzów Wielkopolski w rozgrywkach ligowych w sezonie 2025, wyszczególnione są czcionką pogrubioną. Statystyki aktualne na 8 sierpnia 2025.
| Klub                      | Mecze | Zwycięstwa | Remisy | Porażki | +/- |
| ------------------------- | ----- | ---------- | ------ | ------- | --- |
| KS Toruń                  | 114   | 57         | 3      | 54      | +3  |
| Unia Leszno               | 108   | 56         | 4      | 48      | +8  |
| ZKŻ Zielona Góra          | 106   | 60         | 6      | 40      | +20 |
| WTS Wrocław               | 102   | 50         | 8      | 44      | +6  |
| Polonia Bydgoszcz         | 98    | 55         | 4      | 39      | +16 |
| Włókniarz Częstochowa     | 87    | 48         | 5      | 34      | +14 |
| Stal Rzeszów              | 74    | 38         | 2      | 34      | +4  |
| Wybrzeże Gdańsk           | 68    | 42         | 5      | 21      | +21 |
| ROW Rybnik                | 64    | 32         | 1      | 31      | +1  |
| Unia Tarnów               | 54    | 34         | 0      | 20      | +14 |
| Kolejarz Opole            | 32    | 26         | 0      | 6       | +20 |
| Śląsk Świętochłowice      | 32    | 24         | 1      | 7       | +17 |
| Start Gniezno             | 30    | 23         | 0      | 7       | +16 |
| TS Polonia Piła           | 24    | 7          | 1      | 16      | -9  |
| GKM Grudziądz             | 21    | 13         | 0      | 8       | +5  |
| Speedway Lublin           | 18    | 4          | 0      | 14      | -10 |
| RKS Motor Lublin          | 16    | 12         | 1      | 3       | +9  |
| KM Ostrów                 | 15    | 6          | 0      | 9       | -3  |
| GKM Grudziądz             | 14    | 9          | 0      | 5       | +4  |
| TŻ Lublin                 | 14    | 7          | 1      | 6       | +1  |
| RKM Rybnik                | 13    | 5          | 1      | 7       | -2  |
| Ostrovia                  | 10    | 6          | 0      | 4       | +2  |
| Tramwajarz Łódź           | 10    | 3          | 0      | 7       | -4  |
| GKŻ Wybrzeże Gdańsk       | 8     | 7          | 0      | 1       | +6  |
| TŻ Start Gniezno          | 8     | 4          | 1      | 3       | +1  |
| ROW Rybnik                | 8     | 5          | 0      | 3       | +2  |
| Sparta Śrem               | 6     | 5          | 0      | 1       | +4  |
| Skra Warszawa             | 6     | 3          | 0      | 3       | 0   |
| Gwardia Katowice          | 4     | 1          | 1      | 2       | -1  |
| KSM Krosno                | 4     | 4          | 0      | 0       | +4  |
| TŻ Ostrovia               | 4     | 4          | 0      | 0       | +4  |
| PSŻ Poznań                | 4     | 4          | 0      | 0       | +4  |
| Kolejarz Rawicz           | 4     | 3          | 0      | 1       | +3  |
| KKS Polonia Piła          | 4     | 3          | 0      | 1       | +3  |
| KŻ Kolejarz Opole         | 2     | 2          | 0      | 0       | +2  |
| Wanda Nowa Huta           | 2     | 2          | 0      | 0       | +2  |
| Gwardia Warszawa          | 2     | 2          | 0      | 0       | +2  |
| Iskra Ostrów Wielkopolski | 2     | 2          | 0      | 0       | +2  |
| Gwardia Poznań            | 2     | 2          | 0      | 0       | +2  |
| Wilki Krosno              | 2     | 2          | 0      | 0       | +2  |
| Legia Krosno              | 2     | 1          | 0      | 1       | 0   |
| LPŻ Lublin                | 2     | 1          | 0      | 1       | 0   |
| Resovia                   | 2     | 1          | 0      | 1       | 0   |

#### Derby Ziemi Lubuskiej

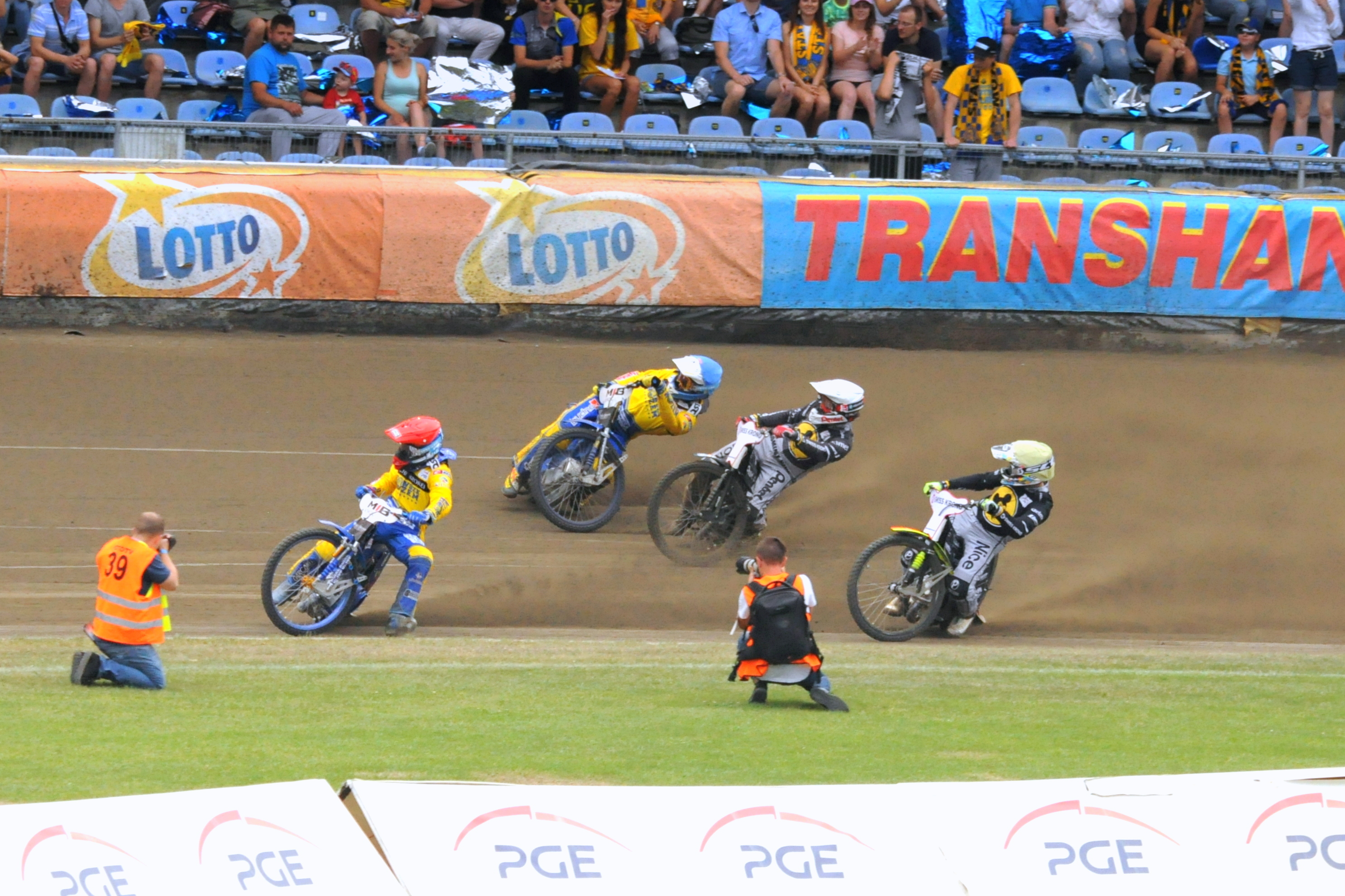
Mecz derbowy z ZKŻ Zielona Góra w sezonie 2018

Derby Ziemi Lubuskiej to rywalizacja drużyn Stali Gorzów Wielkopolski i ZKŻ Zielona Góra. 
Historia rozgrywania tych derbów sięga 24 kwietnia 1960 roku kiedy to w Zielonej Górze, w 2 rundzie drużynowych mistrzostw II ligi – miejscowy LPŻ podejmował Stal. Drużyna gorzowska pokonała wówczas zielonogórską 30:45.
Do tej pory rozegrano 106 meczów. 60 wygrała drużyna Stali (41 w Gorzowie Wielkopolskim i 19 w Zielonej Górze), a 40 – drużyna ZKŻ (31 w Zielonej Górze i 9 w Gorzowie Wielkopolskim). 
Zanotowano 6 remisów – po 3 w Gorzowie Wielkopolskim i Zielonej Górze.

## Stadion

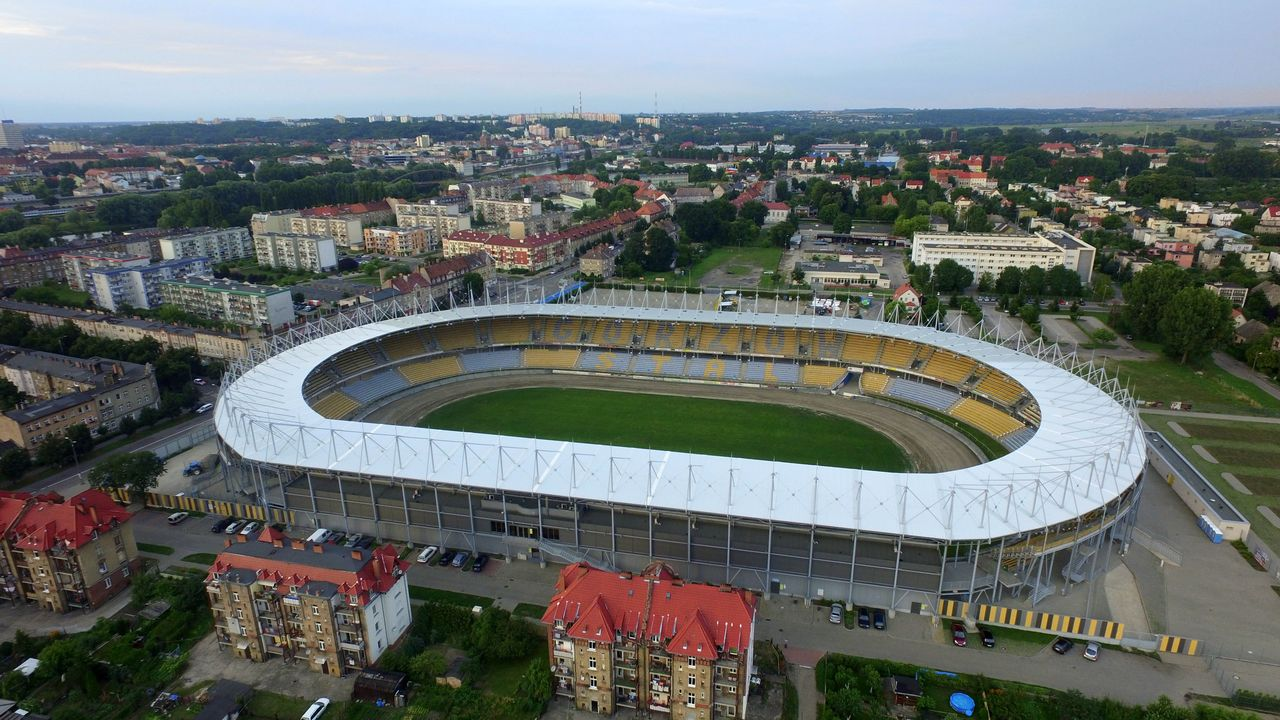
Stadion im. Edwarda Jancarza w Gorzowie Wielkopolskim

Klub sportowy Stal dysponował własnym, 395-metrowym torem od sierpnia 1951 roku. Wśród osób, najbardziej zaangażowanych w budowę obiektu znaleźli się: ówczesny prezes klubu O. Warda, A. Cieślicki, a także J. Czabara, K. Wiśniewski, H. Sulski, W. Rossa, J. Biniaś, Michno i Jankowski. W późniejszym czasie tor i stadion był wielokrotnie przebudowywany i modernizowany (największe modernizacje miały miejsce w 1969, 1981, 2000 i 2007 roku).
Pierwszą imprezą na torze przy ul. Śląskiej był turniej o „Stalowy But”, który zakończył się zwycięstwem Tadeusza Stercela, przed Kazimierzem Wiśniewskim i Marianem Kaiserem. Pierwszy mecz ligowy rozegrano 29 maja 1955 roku – z Kolejarzem Ostrów Wielkopolski (21:29). Pierwszymi oficjalnymi międzynarodowymi zawodami był rozegrany 6 czerwca 1971 roku półfinał kontynentalny indywidualnych mistrzostw świata, w którym zwyciężył reprezentant Związku Radzieckiego Giennadij Kurilenko.
Do chwili przedostatniej przebudowy długość toru wynosiła 360 metrów, a stadion był w stanie pomieścić ok. 12 000 widzów. Po skróceniu toru do obecnych 329 metrów i dobudowaniu górnej trybuny, pojemność nowego obiektu to 15 024 miejsc siedzących i 2 000 miejsc stojących.
Rekord gorzowskiego toru łącznie do tej pory ustalano 63-krotnie. Pierwszym rekordzistą był Paweł Waloszek (3 października 1954 roku) – 85,1 sek. Aktualnym jest Mateusz Cierniak – 57,84 sek. Pobił on 11-letni rekord toru należący wcześniej do Duńczyka Nielsa-Kristiana Iversena. Najczęściej rekord toru ustanawiał Tomasz Gollob – 8-krotnie.
Od roku 2014 na koronie stadionu, na szlaku komunikacyjnym na prostej przeciwległej do startu na tzw. Alei Sław Stali Gorzów – umieszczane są tablice zawodników, którzy mieli znaczący wpływ na tworzenie historii klubu. Obecnie tablic jest 10, a pierwszym uhonorowanym został Tomasz Gollob.

## Osiągnięcia
Stan na 11 sierpnia 2025

### Krajowe
Poniższe zestawienia obejmują osiągnięcia klubu oraz indywidualne osiągnięcia zawodników w rozgrywkach pod egidą PZM, GKSŻ oraz Ekstraligi.

#### Mistrzostwa Polski
Drużynowe mistrzostwa Polski
- 1. miejsce (9): 1969, 1973, 1975, 1976, 1977, 1978, 1983, 2014, 2016
- 2. miejsce (15): 1964, 1965, 1966, 1968, 1971, 1974, 1979, 1981, 1984, 1992, 1997, 2012, 2018, 2020, 2022
- 3. miejsce (6): 1982, 1987, 2000, 2011, 2017, 2021

Drużynowe mistrzostwa Polski juniorów
- 1. miejsce (4): 1986, 1999, 2010, 2013
- 2. miejsce (7): 1987, 1994, 2004, 2007, 2009, 2014, 2018
- 3. miejsce (4): 1985, 1991, 1995, 2019

Mistrzostwa Polski par klubowych
- 1. miejsce (10): 1973, 1975, 1976, 1977, 1978, 1981, 1992, 1998, 2014, 2017
- 2. miejsce (7): 1974, 1980, 1984, 1987, 2013, 2015, 2019
- 3. miejsce (6): 1982, 1983, 1988, 1989, 1994, 1997

Młodzieżowe mistrzostwa Polski par klubowych
- 1. miejsce (5): 1985, 1986, 1987, 2010, 2015
- 2. miejsce (7): 1988, 1989, 1994, 1999, 2007, 2018, 2023
- 3. miejsce (3): 1984, 2005, 2020

Indywidualne mistrzostwa Polski
- 1. miejsce (10):
  - 1970 – Edmund Migoś
  - 1972 – Zenon Plech Z. Plech w sezonie 1972 na torze w Bydgoszczy, stał się najmłodszym w historii kraju – i drugim w historii klubu, indywidualnym mistrzem Polski. Żużlowiec Stali miał wówczas 19 lat i 275 dni
  - 1974 – Zenon Plech
  - 1975 – Edward Jancarz
  - 1977 – Bogusław Nowak
  - 1983 – Edward Jancarz
  - 2009 – Tomasz Gollob
  - 2014 – Krzysztof Kasprzak
  - 2021 – Bartosz Zmarzlik
  - 2022 – Bartosz Zmarzlik
- 2. miejsce (12):
  - 1968 – Edmund Migoś
  - 1974 – Edward Jancarz
  - 1976 – Jerzy Rembas
  - 1978 – Bolesław Proch
  - 1979 – Mieczysław Woźniak
  - 1984 – Jerzy Rembas
  - 1995 – Piotr Świst
  - 2013 – Krzysztof Kasprzak
  - 2015 – Bartosz Zmarzlik
  - 2017 – Przemysław Pawlicki
  - 2019 – Bartosz Zmarzlik
  - 2020 – Bartosz Zmarzlik
- 3. miejsce (12):

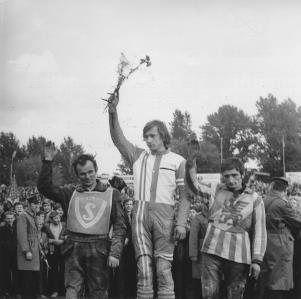
Z. Plech w sezonie 1972 na torze w Bydgoszczy, stał się najmłodszym w historii kraju – i drugim w historii klubu, indywidualnym mistrzem Polski. Żużlowiec Stali miał wówczas 19 lat i 275 dni

  - 1964 – Andrzej Pogorzelski A. Pogorzelski w sezonie 1964 zdobył pierwszy w historii klubu medal mistrzostw Polski – brązowy, w finale indywidualnych mistrzostw Polski na torze w Rybniku
  - 1965 – Andrzej Pogorzelski
  - 1966 – Andrzej Pogorzelski
  - 1968 – Edward Jancarz
  - 1973 – Bogusław Nowak
  - 1976 – Edward Jancarz
  - 1977 – Mieczysław Woźniak
  - 1981 – Edward Jancarz
  - 1993 – Piotr Świst
  - 2002 – Piotr Świst[f]
  - 2015 – Tomasz Gapiński
  - 2020 – Szymon Woźniak

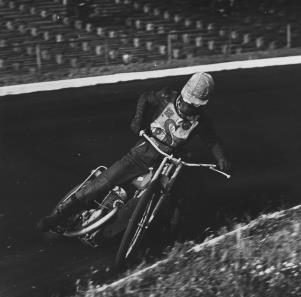
A. Pogorzelski w sezonie 1964 zdobył pierwszy w historii klubu medal mistrzostw Polski – brązowy, w finale indywidualnych mistrzostw Polski na torze w Rybniku

Młodzieżowe indywidualne mistrzostwa Polski
- 1. miejsce (8):
  - 1974 – Jerzy Rembas
  - 1987 – Piotr Świst
  - 1988 – Piotr Świst
  - 1989 – Piotr Świst
  - 1999 – Rafał Okoniewski
  - 2000 – Rafał Okoniewski
  - 2007 – Paweł Hlib
  - 2015 – Bartosz Zmarzlik
- 2. miejsce (5):
  - 1979 – Marek Towalski
  - 1986 – Piotr Świst
  - 1999 – Krzysztof Cegielski
  - 2010 – Przemysław Pawlicki
  - 2011 – Bartosz Zmarzlik
- 3. miejsce (4):
  - 1974 – Ryszard Fabiszewski
  - 2013 – Bartosz Zmarzlik
  - 2014 – Bartosz Zmarzlik
  - 2024 – Oskar Paluch

#### Pozostałe
Puchar PZM
- 1. miejsce (1): 1970
- 2. miejsce (6): 1965, 1966, 1967, 1968, 1969, 1972

Młodzieżowy Puchar PZM
- 2. miejsce (1): 1975

Drużynowy Puchar Polski
- 2. miejsce (3): 1979, 1992, 1996
- 3. miejsce (2): 1980, 1995

Indywidualny Puchar Polski
- 1. miejsce (1):
  - 1989 – Piotr Świst

Złoty Kask
- 1. miejsce (13):
  - 1966 – Andrzej Pogorzelski
  - 1969 – Edward Jancarz
  - 1972 – Edward Jancarz
  - 1973 – Zenon Plech
  - 1974 – Zenon Plech
  - 1975 – Edward Jancarz
  - 1977 – Jerzy Rembas
  - 1988 – Piotr Świst
  - 2017 – Przemysław Pawlicki
  - 2019 – Krzysztof Kasprzak
  - 2020 – Bartosz Zmarzlik
  - 2021 – Bartosz Zmarzlik
  - 2022 – Bartosz Zmarzlik
- 2. miejsce (10):
  - 1964 – Andrzej Pogorzelski
  - 1965 – Andrzej Pogorzelski
  - 1969 – Andrzej Pogorzelski
  - 1973 – Edward Jancarz
  - 1975 – Zenon Plech
  - 1976 – Edward Jancarz
  - 1978 – Bolesław Proch
  - 1997 – Tomasz Bajerski
  - 2016 – Bartosz Zmarzlik
  - 2018 – Bartosz Zmarzlik
- 3. miejsce (5):
  - 1974 – Edward Jancarz
  - 1975 – Bogusław Nowak
  - 1976 – Jerzy Rembas
  - 1977 – Bogusław Nowak
  - 2020 – Krzysztof Kasprzak

Srebrny Kask
- 1. miejsce (5):
  - 1967 – Edward Jancarz
  - 1971 – Zenon Plech[g]
  - 1985 – Ryszard Franczyszyn
  - 1989 – Piotr Świst
  - 2001 – Rafał Okoniewski
- 2. miejsce (10):
  - 1973 – Bogusław Nowak
  - 1974 – Jerzy Rembas
  - 1975 – Ryszard Fabiszewski
  - 1979 – Marek Towalski
  - 1983 – Krzysztof Grzelak
  - 1986 – Piotr Świst
  - 1987 – Cezary Owiżyc
  - 1994 – Robert Flis
  - 1998 – Krzysztof Cegielski
  - 2012 – Bartosz Zmarzlik
- 3. miejsce (8):
  - 1962 – Andrzej Pogorzelski
  - 1968 – Ryszard Dziatkowiak
  - 1969 – Ryszard Dziatkowiak
  - 1999 – Tomasz Cieślewicz
  - 2010 – Przemysław Pawlicki
  - 2013 – Bartosz Zmarzlik
  - 2015 – Adrian Cyfer
  - 2021 – Wiktor Jasiński

Brązowy Kask
- 1. miejsce (5):
  - 1983 – Ryszard Franczyszyn
  - 1986 – Piotr Świst
  - 1987 – Piotr Świst
  - 1999 – Rafał Okoniewski
  - 2014 – Adrian Cyfer
- 2. miejsce (7):
  - 1977 – Marek Towalski
  - 1984 – Mirosław Daniszewski
  - 1998 – Krzysztof Cegielski
  - 2004 – Paweł Hlib
  - 2005 – Paweł Hlib
  - 2013 – Bartosz Zmarzlik
  - 2023 – Oskar Paluch
- 3. miejsce (5):
  - 1983 – Mirosław Daniszewski
  - 1985 – Piotr Świst
  - 2003 – Michał Rajkowski
  - 2008 – Adrian Szewczykowski
  - 2010 – Przemysław Pawlicki

Liga Juniorów
- 1. miejsce (1): 2010
- 2. miejsce (2): 2013, 2015
- 3. miejsce (1): 2009

Indywidualne mistrzostwa Ligi Juniorów
- 1. miejsce (1):
  - 2010 – Przemysław Pawlicki
- 3. miejsce (1):
  - 2010 – Bartosz Zmarzlik

Ekstraliga U24
- 1. miejsce (1): 2023
- 2. miejsce (1): 2024

Indywidualne międzynarodowe mistrzostwa Ekstraligi
- 1. miejsce (3):
  - 2019 –  Bartosz Zmarzlik
  - 2020 –  Bartosz Zmarzlik
  - 2022 –  Bartosz Zmarzlik
- 2. miejsce (1):
  - 2023 –  Martin Vaculík
- 3. miejsce (2):
  - 2017 –  Bartosz Zmarzlik
  - 2021 –  Bartosz Zmarzlik

Indywidualny Puchar Ekstraligi U17
- 3. miejsce (1):
  - 2025 – Igor Kordun

### Międzynarodowe
Poniższe zestawienia obejmują osiągnięcia klubu oraz indywidualne osiągnięcia zawodników krajowych (w zawodach drużynowych, par i indywidualnych) i zagranicznych (w zawodach indywidualnych) w rozgrywkach pod egidą FIM oraz FIM Europe.

#### Mistrzostwa świata
Drużynowe mistrzostwa świata
- 1. miejsce (9):
  - 1965 –  Andrzej Pogorzelski
  - 1966 –  Edmund Migoś i Andrzej Pogorzelski
  - 1969 –  Edward Jancarz i Andrzej Pogorzelski
  - 2009 –  Tomasz Gollob
  - 2010 –  Tomasz Gollob
  - 2011 –  Tomasz Gollob
  - 2013 –  Krzysztof Kasprzak
  - 2016 –  Krzysztof Kasprzak i Bartosz Zmarzlik
  - 2017 –  Bartosz Zmarzlik
- 2. miejsce (8):
  - 1967 –  Andrzej Pogorzelski
  - 1976 –  Edward Jancarz, Zenon Plech i Jerzy Rembas
  - 1977 –  Ryszard Fabiszewski, Edward Jancarz, Bogusław Nowak i Jerzy Rembas W finale drużynowych mistrzostw świata we Wrocławiu w sezonie 1977 reprezentacja Polski – z 4 żużlowcami Stali w składzie, zdobyła srebrny medal. Stoją od prawej: J. Rembas, E. Jancarz, B. Nowak, M. Cieślak (Włókniarz Częstochowa) i R. Fabiszewski. Na 25 punktów 23 zdobyli gorzowianie. W ogólnopolskiej gazecie Sport pojawił się komentarz zatytułowany: „Stal Gorzów... wicemistrzem świata”[152]

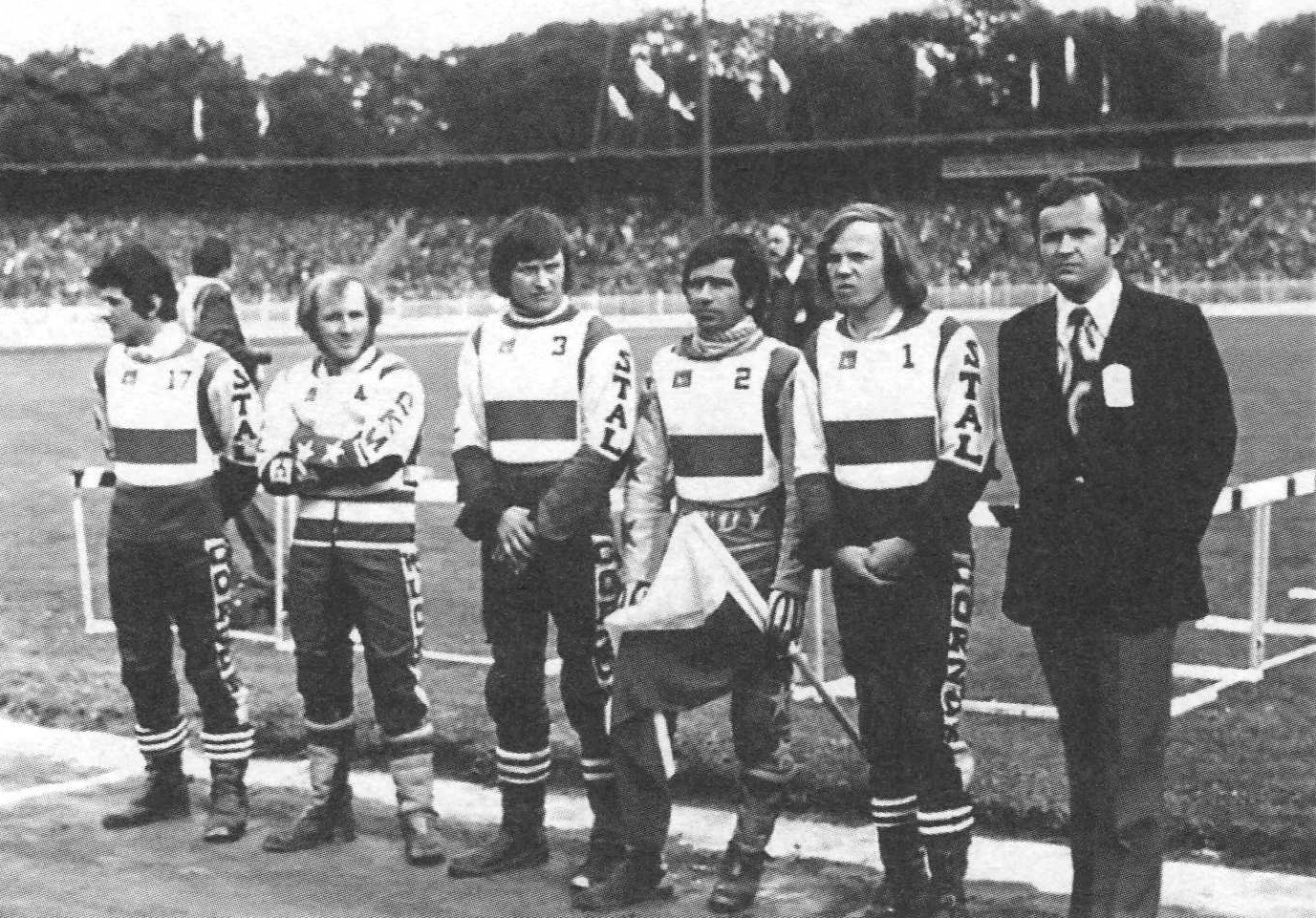
W finale drużynowych mistrzostw świata we Wrocławiu w sezonie 1977 reprezentacja Polski – z 4 żużlowcami Stali w składzie, zdobyła srebrny medal. Stoją od prawej: J. Rembas, E. Jancarz, B. Nowak, M. Cieślak (Włókniarz Częstochowa) i R. Fabiszewski. Na 25 punktów 23 zdobyli gorzowianie. W ogólnopolskiej gazecie Sport pojawił się komentarz zatytułowany: „Stal Gorzów... wicemistrzem świata”

  - 2008 –  Tomasz Gollob i Rune Holta
  - 2014 –  Krzysztof Kasprzak
  - 2019 –  Bartosz Zmarzlik
  - 2020 –  Szymon Woźniak i Bartosz Zmarzlik
  - 2021 –  Bartosz Zmarzlik
- 3. miejsce (8):
  - 1968 –  Edward Jancarz i Edmund Migoś
  - 1970 –  Edmund Migoś
  - 1971 –  Edward Jancarz
  - 1972 –  Zenon Plech
  - 1974 –  Zenon Plech
  - 1978 –  Edward Jancarz i Jerzy Rembas
  - 1980 –  Edward Jancarz i Jerzy Rembas
  - 2015 –  Bartosz Zmarzlik

Drużynowe mistrzostwa świata juniorów
- 1. miejsce (7):
  - 2007 –  Paweł Hlib
  - 2012 –  Bartosz Zmarzlik
  - 2014 –  Bartosz Zmarzlik
  - 2015 –  Bartosz Zmarzlik
  - 2016 –  Bartosz Zmarzlik
  - 2017 –  Rafał Karczmarz
  - 2018 –  Rafał Karczmarz
- 2. miejsce (1):
  - 2013 –  Bartosz Zmarzlik
- 3. miejsce (1):
  - 2010 –  Przemysław Pawlicki

Mistrzostwa świata par
- 2. miejsce (2):
  - 1975 –  Edward Jancarz
  - 1980 –  Edward Jancarz
- 3. miejsce (3):
  - 1973 –  Zenon Plech
  - 1979 –  Edward Jancarz
  - 1981 –  Edward Jancarz

Indywidualne mistrzostwa świata
- 1. miejsce (6):
  - 1992 –  Gary Havelock
  - 1998 –  Tony Rickardsson
  - 2010 –  Tomasz Gollob
  - 2019 –  Bartosz Zmarzlik B. Zmarzlik w sezonie 2019 został pierwszym wychowankiem – i drugim w historii klubu po T. Gollobie, polskim indywidualnym mistrzem świata. W sezonie 2020 stał się trzecim żużlowcem w historii cyklu Grand Prix – i dziesiątym w historii indywidualnych mistrzostw świata, który obronił ten tytuł
  - 2020 –  Bartosz Zmarzlik
  - 2022 –  Bartosz Zmarzlik
- 2. miejsce (5):
  - 2001 –  Jason Crump
  - 2009 –  Tomasz Gollob
  - 2014 –  Krzysztof Kasprzak
  - 2018 –  Bartosz Zmarzlik
  - 2021 –  Bartosz Zmarzlik
- 3. miejsce (6):
  - 1968 –  Edward Jancarz
  - 1973 –  Zenon Plech
  - 2008 –  Tomasz Gollob
  - 2013 –  Niels-Kristian Iversen
  - 2016 –  Bartosz Zmarzlik
  - 2023 –  Martin Vaculík

Indywidualne mistrzostwa świata juniorów
- 1. miejsce (4):
  - 2000 –  Andreas Jonsson
  - 2002 –  Lukáš Dryml
  - 2012 –  Michael Jepsen Jensen
  - 2015 –  Bartosz Zmarzlik
- 2. miejsce (1):
  - 1987[h] –  Piotr Świst
- 3. miejsce (4):
  - 1994 –  Jason Crump
  - 2001 –  Rafał Okoniewski
  - 2007 –  Paweł Hlib
  - 2024 –  Mathias Pollestad

#### Mistrzostwa Europy
Drużynowe mistrzostwa Europy
- 1. miejsce (2):
  - 2022 –  Bartosz Zmarzlik
  - 2023 –  Szymon Woźniak

Drużynowe mistrzostwa Europy juniorów
- 1. miejsce (6):
  - 2010 –  Łukasz Cyran i Przemysław Pawlicki
  - 2013 –  Bartosz Zmarzlik
  - 2014 –  Adrian Cyfer i Bartosz Zmarzlik
  - 2015 –  Adrian Cyfer
  - 2016 –  Rafał Karczmarz
  - 2017 –  Rafał Karczmarz
- 2. miejsce (1):
  - 2018 –  Rafał Karczmarz

Mistrzostwa Europy par
- 1. miejsce (1):
  - 2023 –  Szymon Woźniak

Mistrzostwa Europy par juniorów
- 1. miejsce (2):
  - 2022 –  Oskar Paluch
  - 2023 –  Oskar Paluch

Indywidualne mistrzostwa Europy
- 2. miejsce (1):
  - 2001 –  Mariusz Staszewski
- 3. miejsce (2):
  - 2003 –  Magnus Zetterström
  - 2016 –  Krzysztof Kasprzak

Indywidualne mistrzostwa Europy juniorów
- 1. miejsce (2):
  - 1999 –  Rafał Okoniewski
  - 2012 –  Bartosz Zmarzlik
- 2. miejsce (2):
  - 2010 –  Przemysław Pawlicki
  - 2022 –  Mathias Pollestad
- 3. miejsce (1):
  - 2023 –  Mathias Pollestad

#### Pozostałe
World Speedway League
- 2. miejsce (1): 2015

World Games
- 1. miejsce (1):
  - 2017 –  Bartosz Zmarzlik

### Gala Ekstraligi Żużlowej
Poniższe zestawienia obejmują laureatów związanych z klubem w podsumowaniu sezonu podczas organizowanej corocznie – od 2015 roku, gali Ekstraligi.
Drużyna sezonu: 2016
Najlepszy polski zawodnik sezonu:
- 2016 – Bartosz Zmarzlik
- 2017 – Bartosz Zmarzlik
- 2018 – Bartosz Zmarzlik
- 2019 – Bartosz Zmarzlik
- 2020 – Bartosz Zmarzlik
- 2021 – Bartosz Zmarzlik
- 2022 – Bartosz Zmarzlik

Najlepszy zagraniczny zawodnik sezonu:
- 2023 –  Martin Vaculík

Najlepszy junior sezonu:
- 2015 – Bartosz Zmarzlik
- 2016 – Bartosz Zmarzlik

Najlepszy trener/menedżer sezonu:
- 2018 – Stanisław Chomski
- 2022 – Stanisław Chomski

Wyścig sezonu:
- 2022 –  Bartosz Zmarzlik (wyścig 13 meczu 14. rundy: Speedway Lublin – Stal Gorzów Wielkopolski[153])
- 2024 –  Anders Thomsen (wyścig 14 meczu 4. rundy: ZKŻ Zielona Góra – Stal Gorzów Wielkopolski[154])

## Żużlowcy

### Kadra drużyny
Stan na 4 sierpnia 2025
| Kat.                                                   | Nar.      | Fed.     | Żużlowiec                | DMP (SE) | U24E | DMPJ | Uwagi                                        |
| ------------------------------------------------------ | --------- | -------- | ------------------------ | -------- | ---- | ---- | -------------------------------------------- |
| S                                                      | Polska    | Polska   | Oskar Fajfer             | T        |      |      |                                              |
| S                                                      | Polska    | Polska   | Wiktor Jasiński          |          |      |      | Wypożyczony do Polonii Piła                  |
| S                                                      | Łotwa     | Łotwa    | Andžejs Ļebedevs         | T        |      |      |                                              |
| S                                                      | Dania     | Dania    | Anders Thomsen           | T        |      |      |                                              |
| S                                                      | Słowacja  | Słowacja | Martin Vaculík (kapitan) | T        |      |      |                                              |
| U24                                                    | Dania     | Dania    | Marcus Birkemose         |          | T    |      | Wypożyczony do Wybrzeża Gdańsk               |
| U21                                                    | Norwegia  | Norwegia | Mathias Pollestad        |          |      |      | Wypożyczony do Wilków Krosno                 |
| U21                                                    | Australia | Dania    | Michael West             |          | T    |      | Wypożyczony do Speedwaya Kraków              |
| U19                                                    | Czechy    | Czechy   | Adam Bednář              | T        | T    |      |                                              |
| U19                                                    | Polska    | Polska   | Oskar Chatłas            | T        | T    | T    |                                              |
| U19                                                    | Polska    | Polska   | Hubert Jabłoński         | T        | T    | T    | Wypożyczony z Unii Leszno                    |
| U19                                                    | Dania     | Dania    | Sebastian Mayland        |          | T    |      |                                              |
| U19                                                    | Dania     | Dania    | Villads Nagel            |          | T    |      | Wypożyczony do Polonii Piła                  |
| U19                                                    | Dania     | Dania    | Andreas Olsen            |          | T    |      |                                              |
| U19                                                    | Polska    | Polska   | Oskar Paluch             | T        |      | T    |                                              |
| U19                                                    | Polska    | Polska   | Piotr Piotrowski-Prędki  |          |      |      | Wypożyczony do Polonii Piła                  |
| U17                                                    | Polska    | Polska   | Denis Andrzejczak        |          |      |      | Wypożyczony do Polonii Piła                  |
| U17                                                    | Polska    | Polska   | Dominik Baryłka          | T        | T    | T    |                                              |
| U17                                                    | Łotwa     | Łotwa    | Damirs Fiļimonovs        |          | T    |      | Wypożyczony do Lokomotīvu Dyneburg           |
| U17                                                    | Polska    | Polska   | Mikołaj Krok             | T        | T    | T    |                                              |
| U17                                                    | Polska    | Polska   | Leon Szlegiel            | T        | T    | T    |                                              |
| U16                                                    | Polska    | Polska   | Filip Bęczkowski         | T        | T    | T    | Do 19 września 2025 tylko zawody młodzieżowe |
| U16                                                    | Polska    | Polska   | Igor Kordun              |          |      | T    | Do 7 marca 2026 tylko zawody młodzieżowe     |
| U16                                                    | Polska    | Polska   | Kewin Nycz               |          |      | T    | Do 12 lutego 2026 tylko zawody młodzieżowe   |
| „” oznacza, że zawodnik został zgłoszony do rozgrywek. |           |          |                          |          |      |      |                                              |

## Sztab szkoleniowy
Stan na 20 sierpnia 2025
| Funkcja                              | Imię i nazwisko    |
| ------------------------------------ | ------------------ |
| Menadżer                             | Piotr Świst        |
| Trener                               | Piotr Rembas       |
| Kierownik drużyny                    | Marcin Kozdraś     |
| Trener miniżużla w klasie 85-140 ccm | Paweł Parys        |
| Trener miniżużla w klasie 85-140 ccm | Mieczysław Woźniak |

## Dotychczasowi trenerzy
W gorzowskim zespole funkcję trenera sprawowało 11 osób. Najwięcej razy funkcję tę pełnił Stanisław Chomski – 4-krotnie (jeden raz wspólnie z Edwardem Jancarzem). Najdłużej trenował Stal również Stanisław Chomski – łącznie 31 sezonów, oraz w okresie jednej kadencji – 11 sezonów. W pierwszych latach działalności klubu rolę trenera pełnili zawodnicy m.in. Mieczysław Cichocki, Kazimierz Wiśniewski, Edmund Migoś i Andrzej Pogorzelski.
Stan na 5 października 2024
| Lp. | Imię i nazwisko    | Okres urzędowania | Statystyki ligowe | Statystyki ligowe | Statystyki ligowe | Statystyki ligowe |
| Lp. | Imię i nazwisko    | Okres urzędowania | Mecze             | Zwycięstwa        | Remisy            | Porażki           |
| --- | ------------------ | ----------------- | ----------------- | ----------------- | ----------------- | ----------------- |
| 1.  | Ryszard Nieścieruk | 1974–1979         | 100               | 74                | 3                 | 23                |
| 2.  | Bogusław Nowak     | 1980              | 18                | 10                | 0                 | 8                 |
| 2.  | Bolesław Proch     | 1980              | 18                | 10                | 0                 | 8                 |
| 3.  | Edward Jancarz     | 1981–1982         | 36                | 22                | 0                 | 14                |
| 4.  | Edward Jancarz     | 1983–1984         | 36                | 27                | 1                 | 8                 |
| 4.  | Bogusław Nowak     | 1983–1984         | 36                | 27                | 1                 | 8                 |
| 5.  | Edward Jancarz     | 1985              | 18                | 8                 | 0                 | 10                |
| 6.  | Edward Jancarz     | 1986–1987         | 36                | 22                | 1                 | 13                |
| 6.  | Stanisław Chomski  | 1986–1987         | 36                | 22                | 1                 | 13                |
| 7.  | Stanisław Chomski  | 1988–1995         | 131               | 71                | 6                 | 54                |
| 8.  | Piotr Świst        | 1995              | 1                 | 1                 | 0                 | 0                 |
| 9.  | Mieczysław Woźniak | 1995              | 10                | 4                 | 0                 | 6                 |
| 10. | Zenon Plech        | 1996–1997         | 44                | 25                | 3                 | 16                |
| 11. | Jerzy Kniaź        | 1998              | 6                 | 1                 | 0                 | 5                 |
| 12. | Zenon Plech        | 1998              | 12                | 7                 | 0                 | 5                 |
| 13. | Stanisław Chomski  | 1999–2009         | 204               | 93                | 7                 | 104               |
| 14. | Czesław Czernicki  | 2010–2011         | 34                | 22                | 1                 | 11                |
| 15. | Piotr Paluch       | 2011–2015         | 64                | 35                | 5                 | 24                |
| 16. | Stanisław Chomski  | 2015–2024         | 170               | 95                | 9                 | 66                |
| 17. | Piotr Świst        | 2024–             | 2                 | 0                 | 0                 | 2                 |

### Dotychczasowi honorowi trenerzy
| Lp. | Imię i nazwisko   | Rok nadania tytułu |
| --- | ----------------- | ------------------ |
| 1.  | Stanisław Chomski | 2025               |

## Dotychczasowi prezesi

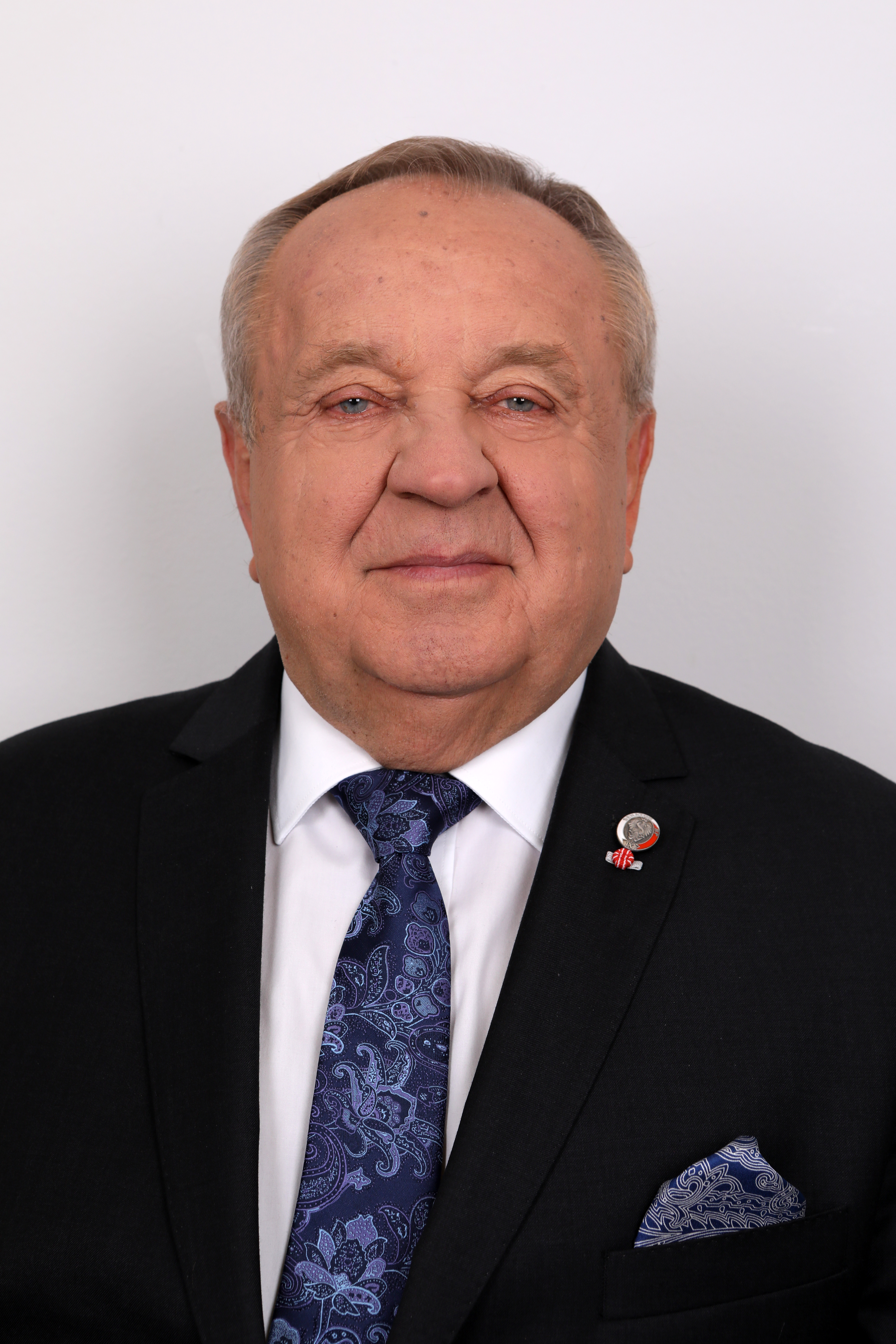
W. Komarnicki – 19. w historii prezes Stali, który sprawował tę funkcję w latach 2005–2012. Od 2012 roku prezes honorowy klubu

W gorzowskim klubie funkcję prezesa sprawowało 19 osób. Najwięcej razy funkcję tę pełnił Witold Głowania – 3-krotnie. Najdłużej prezesem gorzowskiej Stali w okresie jednej kadencji był Zdzisław Kołosiewicz – 10 lat.
| Lp. | Imię i nazwisko       | Okres urzędowania |
| --- | --------------------- | ----------------- |
| 1.  | Jan Kocot             | 1947–1950         |
| 2.  | Stanisław Jońca       | 1950              |
| 3.  | Wacław Gładecki       | 1950–1951         |
| 4.  | Otton Warda           | 1951–1952         |
| 5.  | Stanisław Prudel      | 1952−1953         |
| 6.  | Otton Warda           | 1953−1954         |
| 7.  | Zdzisław Kołosiewicz  | 1954–1964         |
| 8.  | Władysław Mazurek     | 1964–1967         |
| 9.  | Aleksander Dzilne     | 1967–1972         |
| 10. | Witold Głowania       | 1972–1974         |
| 11. | Zygmunt Koziara       | 1974–1976         |
| 12. | Witold Głowania       | 1976–1979         |
| 13. | Janusz Nasiński       | 1979–1986         |
| 14. | Witold Głowania       | 1986–1988         |
| 15. | Janusz Nasiński       | 1988–1991         |
| 16. | Jerzy Synowiec        | 1991–1996         |
| 17. | Les Gondor            | 1996–2002         |
| 18. | Mariusz Guzenda       | 2002–2005         |
| 19. | Władysław Komarnicki  | 2005−2012         |
| 20. | Ireneusz Maciej Zmora | 2012–2019         |
| 21. | Marek Grzyb           | 2019–2022         |
| 22. | Waldemar Sadowski     | 2022–2024         |
| 23. | Dariusz Wróbel        | 2024              |

### Dotychczasowi honorowi prezesi
| Lp. | Imię i nazwisko      | Rok nadania tytułu |
| --- | -------------------- | ------------------ |
| 1.  | Jan Kocot            | 1950               |
| 2.  | Władysław Komarnicki | 2012               |
| 3.  | Witold Głowania      | 2016               |

## Kibice

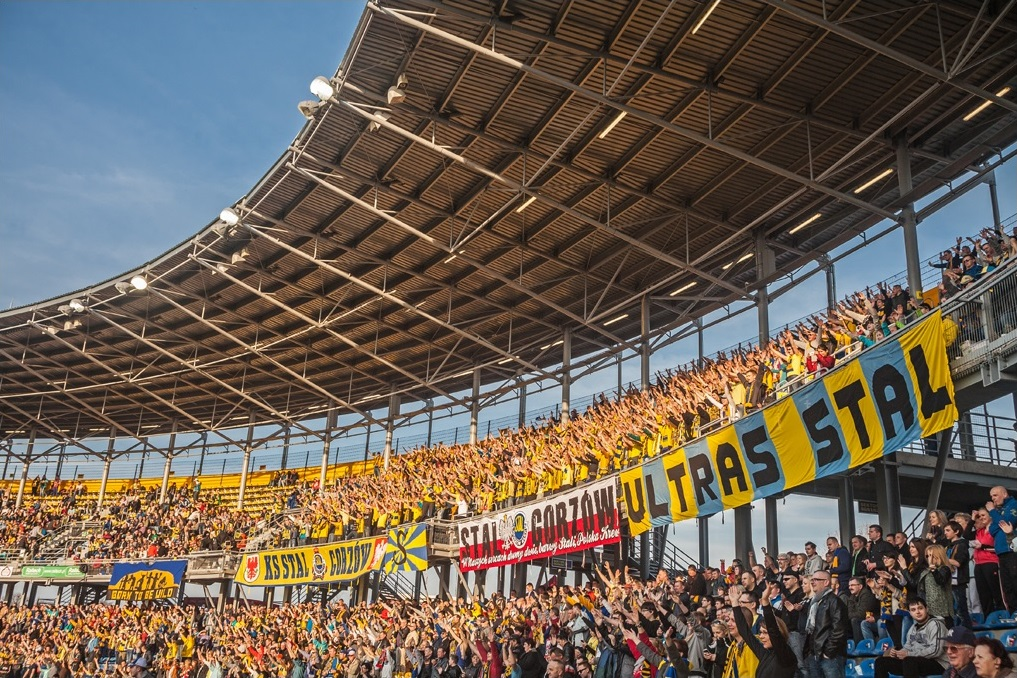
Kibice Stali w sektorach 58, 59 i 60 stadionu czyli w tzw. młynie

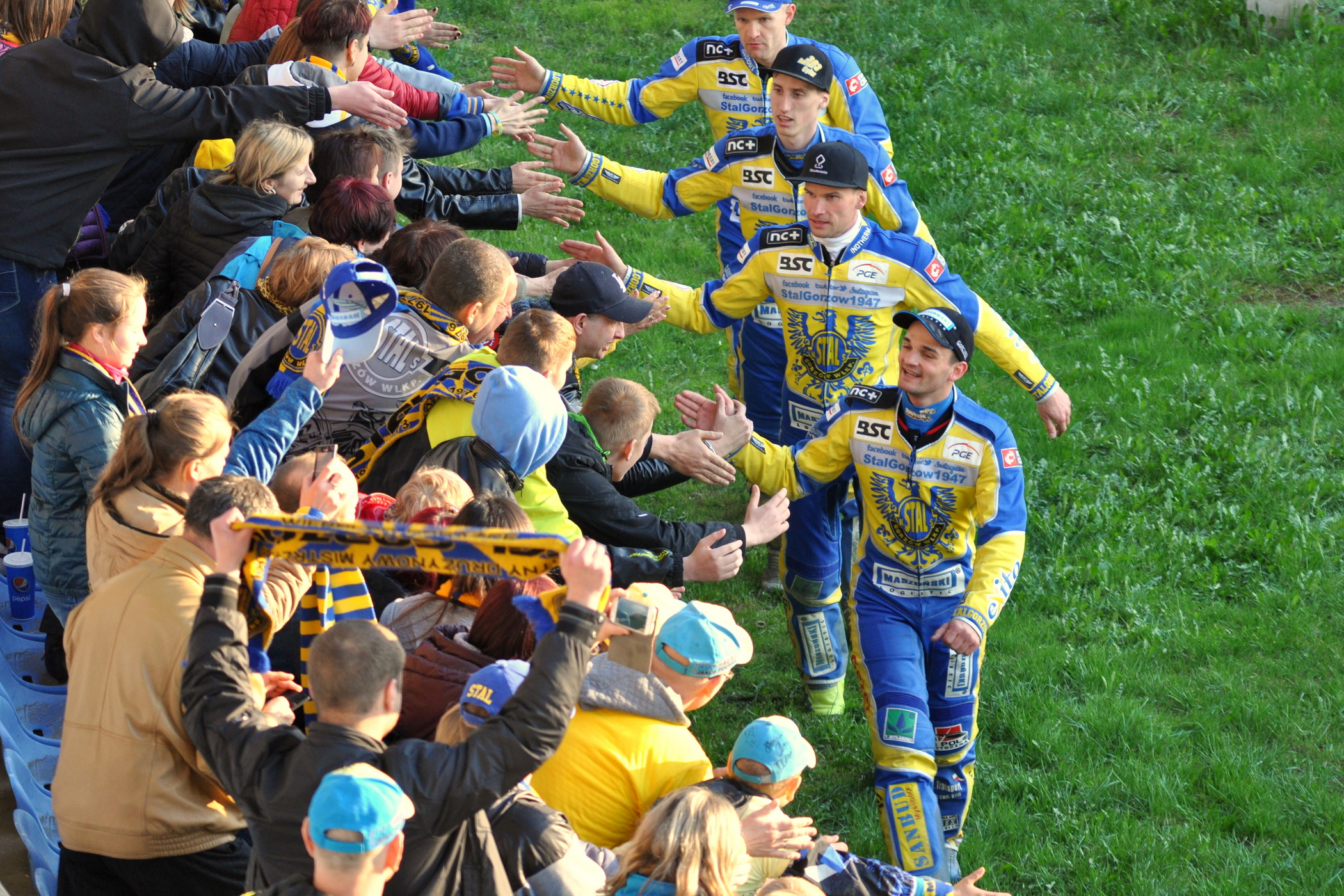
Tradycyjne podziękowanie kibicom za doping po meczu

Klub Sportowy Stal jest klubem, który ma kibiców w Polsce oraz poza granicami kraju (m.in. fanklub na terenie Wielkiej Brytanii). Największa ich liczba znajduje się w Gorzowie Wielkopolskim i pobliskich miejscowościach oraz jest zrzeszona w fanklubach – tzw. Klubach Kibica w: Międzyrzeczu, Międzychodzie, Kołobrzegu, Szczecinie, Skwierzynie i Sulęcinie.
Kibicami gorzowskiej drużyny są m.in. Dawid Kownacki, Dawid Andres i Krzysztof Jankowski. Na meczach Stali bywali również m.in. Michał Materla, Sławomir Peszko i Robert Lewandowski.
Na stadionie im. Edwarda Jancarza działa również zorganizowana grupa kibiców o nazwie  Ultras Sonadores '08, która zajmuje się oprawami meczowymi. W poprzednich latach aktywne były takie grupy kibiców jak Żółtasy '00 oraz Gorzoviacy. Od 2012 roku w sektorach 58, 59 i 60 stadionu znajduje się tzw. młyn, czyli sektory najzagorzalszych kibiców klubu.

### Frekwencja
W ostatnich latach gorzowski klub 4-krotnie mógł się poszczycić najlepszym wynikiem w ekstralidze pod względem średniej kibiców na mecz: w sezonie 2012 (12 400 – 11 meczów, łącznie 136 400), w sezonie 2014 (13 190 – 9 meczów, łącznie 118 714), w sezonie 2015 (11 743 – 7 meczów, łącznie 82 200) i w sezonie 2016 (12 024 – 9 meczów, łącznie 108 220).
Od sezonu 2011 – czyli od momentu kiedy pojemność stadionu została zwiększona do 15 024 miejsc siedzących i 2 000 miejsc stojących, 125 meczów Stali obejrzało łącznie 1 301 118 widzów, co daje średnią 10 409 widzów na mecz.
Rekord frekwencji padł 27 sierpnia 2016 roku podczas turnieju Grand Prix. Na trybunach zasiadło wtedy ok. 17 000 widzów. Na stadionie przed modernizacją rekord frekwencji wynosił ok. 21 000 widzów, a padł 9 lipca 1989 roku podczas meczu derbowego z Falubazem Zielona Góra.

### Stowarzyszenie
Oficjalnym stowarzyszeniem kibiców Stali jest Stowarzyszenie Kibiców KS Stal Gorzów „Stalowcy” założone i zarejestrowane 6 marca 2009 roku. Stowarzyszenie zajmuje się popularyzacją klubu Stali Gorzów Wielkopolski, promowaniem pozytywnych wzorców kibicowania, kierowaniem ruchem kibicowskim oraz organizacją wyjazdów sympatyków Stali na mecze rozgrywane poza Gorzowem Wielkopolskim.
Kibice gorzowskiej Stali sympatyzowali z kibicami piłkarskiego klubu Kotwicy Kołobrzeg, z którymi łączył ich tzw. układ. W przeszłości były tzw. zgody z kibicami: Widzewa Łódź, Polonii Bydgoszcz oraz Stilonu Gorzów Wielkopolski – w przypadku którego można mówić o wspólnym trzonie ekipy działającej zarówno na piłce nożnej jak i żużlu. „Stalowcy” sympatyzują z kibicami Unii Tarnów oraz Pogoni Barlinek.
Napięte stosunki kibice gorzowskiej Stali mają z: Falubazem Zielona Góra, Unią Leszno oraz Stilonem Gorzów Wielkopolski.